# Filosofia da história

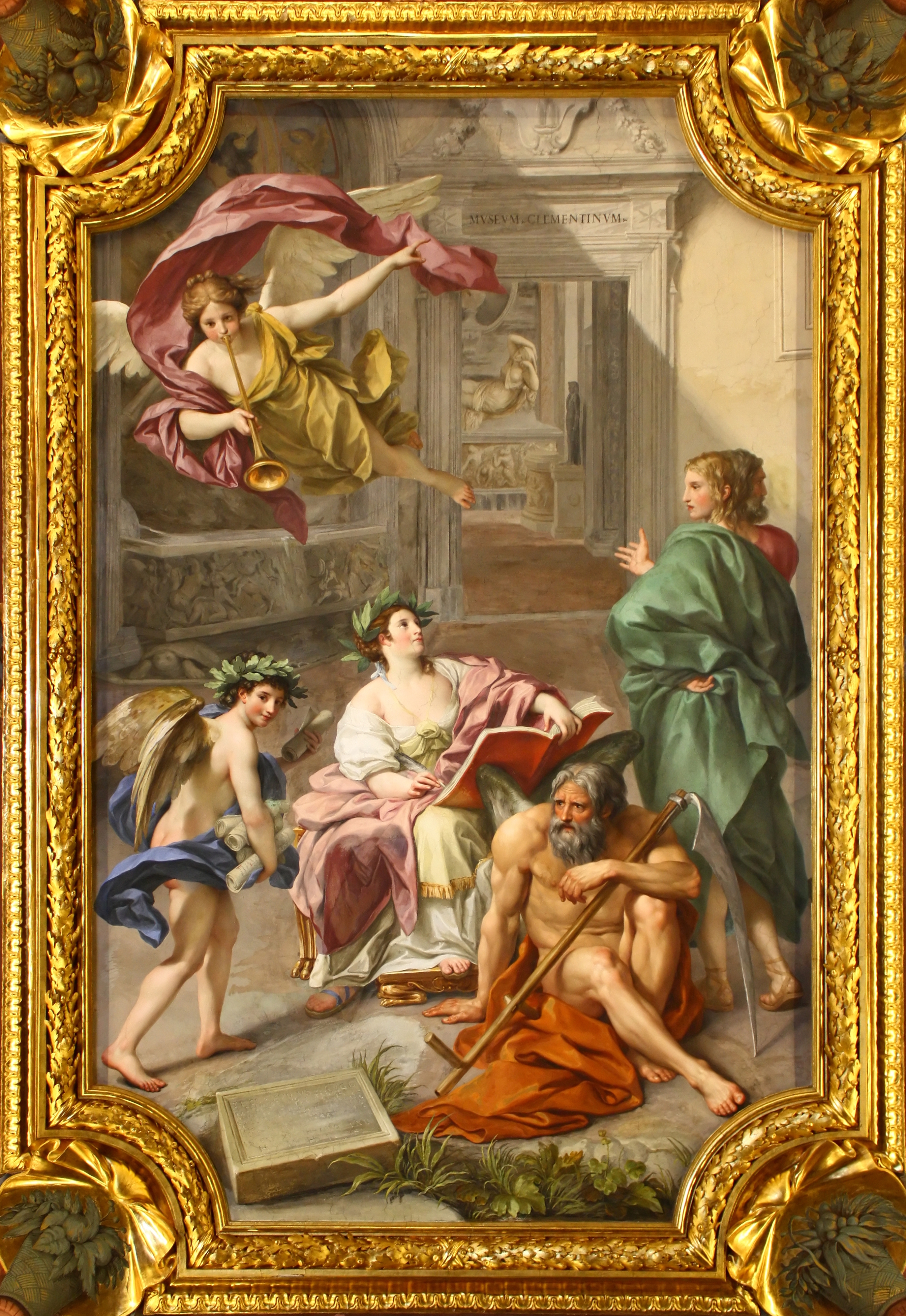
O Triunfo da História sobre o Tempo (1772) de Anton Raphael Mengs. Afresco do teto na Camera dei Papiri, Biblioteca do Vaticano

Filosofia da história é o estudo do processo histórico e de seu desenvolvimento. Também remete à reflexão sobre o conhecimento histórico, assim como às possibilidades e os modos de obtê-lo. Ela se preocupa com questionamentos básicos a respeito da história e de sua epistemologia. É comum atribuir ao século XVIII o nascimento da filosofia da história, a partir dos escritos de filósofos como Giambattista Vico, Johann Gottfried von Herder, e Voltaire, sendo o último o primeiro a usar esse termo. Apesar disso, elementos da filosofia da história, presentes em reflexões sobre o tempo, existem desde a Antiguidade e o Medievo. Também vale ressaltar que a filosofia da história não se restringe à Europa Ocidental. Filosofias da história se desenvolveram no mundo muçulmano e na Índia. Ainda que não seja uma regra, as filosofias da história elaboradas desde o século XVIII até meados do século XIX se preocuparam com uma história universal de cunho metafísico, ou seja, procuravam um sentido para o curso da humanidade. Com a disciplinarização das áreas do conhecimento ocorridas no século XIX, principalmente a partir do positivismo lógico, o valor universal dessas filosofias passa a ser questionado. Isso dá lugar a novas questões, agora, mais relacionadas à natureza e ao processo de obtenção do conhecimento histórico. Os eventos históricos do século XX, como as Guerras Mundiais, o processo de descolonização, a intensificação do consumo de bens e o giro linguístico, vão tecer um panorama controverso da própria história, diversificando ainda mais o posicionamento de historiadores, filósofos e críticos literários a respeito da filosofia da história.
Desde a publicação de Philosophy of History An Introduction (1951) de W. H. Walsh, a divisão tradicional da filosofia da história é feita entre filosofia especulativa da história e filosofia analítica da história. A primeira está ligada às filosofias da história de cunho metafísico, como a de Hegel e de Vico, e a segunda às que possuem uma relação intrínseca com as questões da historiografia, como a de William Dray e Arthur Danto, sendo também chamada de filosofia crítica da história. Essa divisão da filosofia da história ainda pode ser pensada como indicando um contexto histórico específico no qual a filosofia especulativa teria surgido na Modernidade e a analítica no século XX. Por fim, também pode ser vista como uma categoria histórica, onde há a possibilidade de reformulação das questões e interpretações, encarando as filosofias especulativas e analíticas como categorias fluidas e que podem estar presentes em um mesmo historiador ou filósofo.
Entre os principais temas recorrentes da filosofia da história estão a causalidade dos fenômenos históricos, a possibilidade do conhecimento acerca do passado, o método de explicação adequado à historiografia, as propriedades inerentes a uma narrativa histórica, os critérios de objetividade para o historiador e a natureza do tempo histórico em diferentes âmbitos, como lógico, ontológico e fenomenológico. Esses e outros temas podem ser agrupados em problemas relacionados ou aos fenômenos históricos à parte da historiografia (filosofia especulativa da história) ou às historiografias mesmas e suas implicações, embora algumas das questões mais fundamentais da filosofia da história tangenciem tanto parcialmente a filosofia especulativa quanto parcialmente a analítica. Além disso, a filosofia da história, principalmente por seu diálogo com as ciências sociais e por sua expansão internacional em um contexto pós-colonial, debruçou-se, sobretudo após o século XIX, sobre dificuldades teóricas e extra-teóricas. Esses debates levaram alguns filósofos a posições bastante radicais quanto à natureza da história ou da historiografia e outros a ignorarem quase por completo a natureza da história já que consideravam suas questões como pseudo-problemas ou dificuldades superestimadas.

## Surgimento

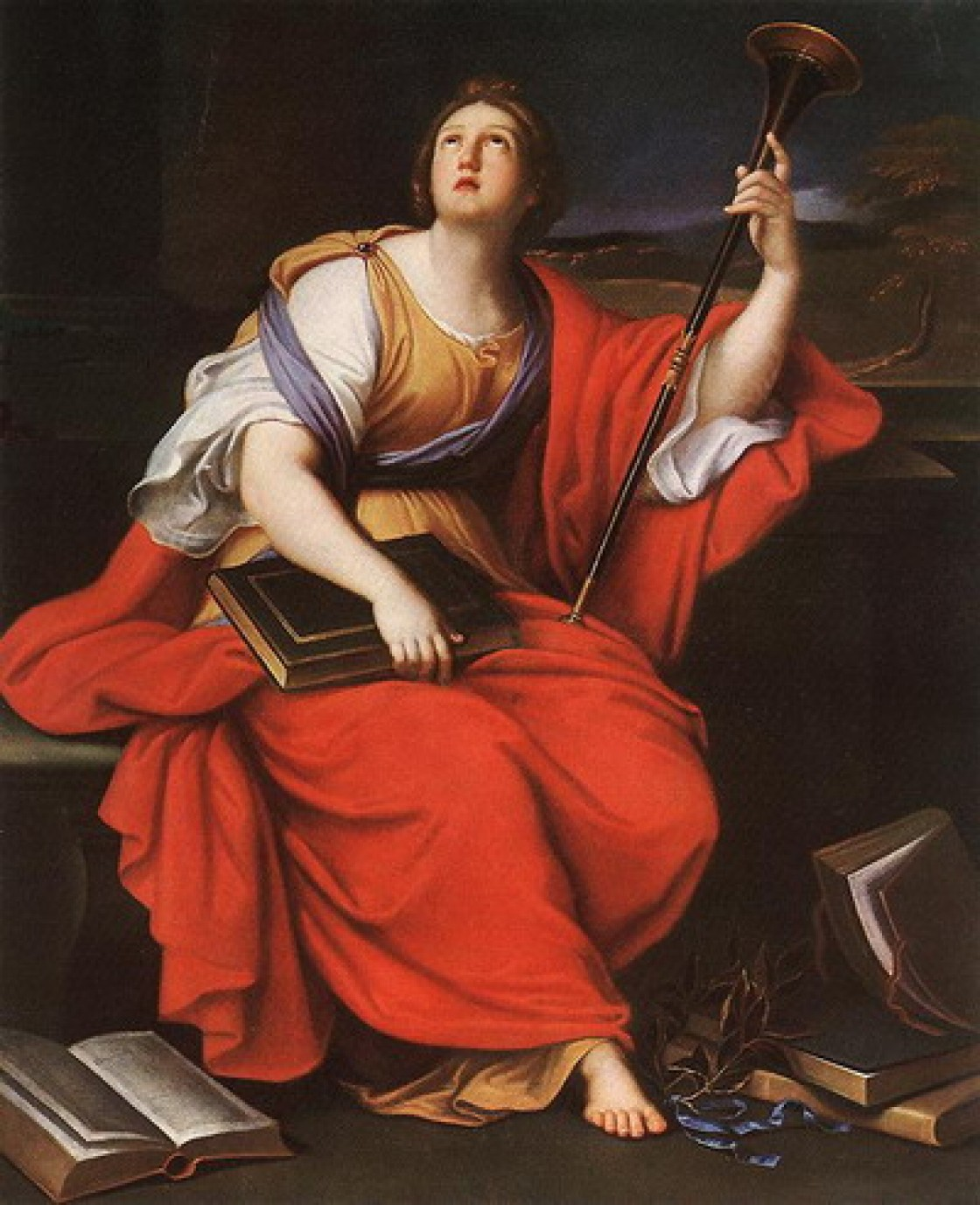
Clio (1689) de Pierre Mignard, a musa da história representada segurando um livro intitulado "Thucydide" (Tucídides). Óleo sobre tela, Museu de Belas Artes de Budapeste.

Algumas das questões da filosofia da história são tão antigas quanto as primeiras historiografias gregas de Heródoto ou Tucídides, que consolidaram uma associação da historiografia à musa Clio. Outras, como acerca da natureza e ordem do tempo, até mesmo antecedem o termo "filosofia da história", cunhado em 1765 por Voltaire no livro A filosofia da história. Porém, o surgimento da filosofia da história está associado a alguns filósofos alemães que trataram de certas questões históricas como uma matéria independente das outras áreas da filosofia. Nesse meio alemão, foram centrais Johann Gottfried von Herder e seu livro Também uma filosofia da história (1774), Immanuel Kant e Ideia de uma história universal de um ponto de vista cosmopolita (1783), sendo a consolidação definitiva da área as obras de Friedrich Hegel. Dessa forma, a filosofia da história surge como o estudo do processo histórico, de seu desenvolvimento, da reflexão sobre o conhecimento histórico, bem como das possibilidades e modos de obtê-lo. Ela se preocupa com os questionamentos básicos a respeito da história e com a formação do conhecimento histórico. Alguns pontos de partida que orbitam os estudos desse tipo são: o que é a história; o que a história estuda; a possibilidade de conhecer o passado; a existência de algum sentido na História; qual o papel do historiador dentro da escrita da história. Na segunda metade do século XVIII, para pensadores como Voltaire, filosofar sobre a história significava ter um posicionamento filosófico por parte do historiador, que deveria descobrir as finalidades ocultas nos eventos históricos. Principalmente a partir do século XIX, a filosofia da história começa a se preocupar com questões que remetem à construção do conhecimento histórico e com a subjetividade do historiador, ou seja, como e porquê o historiador afirma o que afirma a respeito da história. Robin George Collingwood, ao revisar a história da filosofia da história em A ideia de História (1946) afirma que esse tipo de reflexão filosófica só é possível se for feita juntamente com o próprio conhecimento histórico, respeitando a autoridade do historiador para solucionar as questões a respeito da história.

## Divisão
A filosofia da história e seu objeto de estudo são temas bastante controversos, pois dependem diretamente da definição de história que se emprega. A história pode ser entendida como o conjunto da experiência humana no passado ou enquanto a escrita a respeito dos feitos e ações dos homens do passado. Tendo essa ambiguidade do termo em mente, em 1967, William Walsh, influenciado pelo criticismo e pela divisão entre filosofia da natureza e filosofia da ciência, propõe uma divisão da filosofia da história em especulativa e analítica. A filosofia especulativa da história é, geralmente, associada ao período moderno, indo até o século XIX, e inclui autores como Giambattista Vico, Johann Gottfried von Herder, Voltaire, Immanuel Kant, Friedrich Hegel e Jacques Bossuet. Essa divisão tem como critério que todos esses autores tratavam a história de forma metafísica, ou seja, buscavam a explicação da história em realidades que transcendiam a experiência sensorial como, por exemplo, atribuir uma causa divina à história. Já a filosofia analítica da história consiste em um estudo dependente das ciências históricas, particularmente da historiografia, na medida em que têm por objeto o estatuto dessas ciências, seus métodos, a atividade que lhes é própria e seus conceitos e postulados básicos. Desde pelo menos a Analytical Philosophy of History (1965) de Arthur Danto, a filosofia analítica da história frequentemente aplica métodos e ferramentas da filosofia analítica aos problemas particulares que surgem na busca pelo conhecimento e pela explicação histórica. Ainda se pode entender essa divisão entre filosofia especulativa da história e filosofia analítica da história de dois modos. No primeiro elas seriam conceitos históricos, restritos ao seu tempo e que designam um contexto histórico específico, onde a filosofia especulativa da história teria florescido na Modernidade e a analítica a partir século XX. No segundo modo, elas seriam entendidas como categorias históricas, onde há a possibilidade de reformulação das questões e interpretações, encarando as filosofias especulativas e analíticas como categorias fluídas e que podem estar presentes em um mesmo filósofo ou historiador.
Outra forma de dividir a filosofia da história para melhor explicá-la é através do termo historiologia, proposto por Allan Megill, mas primeiramente empregado por José Ortega y Gasset. Esse termo faz alusão à filosofia da escrita da história, ou seja, uma área que se preocupa necessariamente com o fazer historiográfico ou o ofício do historiador. Essa perspectiva não inclui o que seria a filosofia especulativa, motivo também pelo qual Megill prefere o termo historiologia e não somente filosofia da história, que é, em sua divisão, reservada para o estudo da "história em si". Dentro da historiologia há quatro vertentes: analítica, hermenêutica, idealista e linguístico-narrativa. A historiologia analítica teria surgido com Carl G. Hempel, e está diretamente ligada à história pensada do ponto de vista dos métodos científicos. W. H. Dray, Danto e Patrick Gardiner são alguns intelectuais dessa área. A historiologia hermenêutica, por sua vez, está relacionada à defesa das áreas humanísticas como conhecimento, sem depender de métodos análogos às das ciências naturais. Ainda a hermenêutica entende como uma reconstrução do passado, mediante a leitura e a compreensão das fontes, de modo que enfatiza as características positivas da subjetividade humana para tal reconstrução. Entre alguns autores dessa vertente estão: Wilhelm Dilthey, Max Weber e Raymond Aron. A historiologia idealista embora também parta do pressuposto de que há uma diferença fundamental entre as ciências naturais e as ciências humanas, entende, diferentemente da hermenêutica, a história como uma possibilidade de construção do passado, porque o modo como as fontes históricas são lidas depende de forma forte e indissociável do historiador e de sua visão de mundo. Nessa perspectiva, o historiador constrói e cria a história. Alguns autores representativos são: Benedetto Croce, R. G. Collingwood e Michael Oakeshott. A historiologia linguístico-narrativista, por fim, entende a historiografia como um construto linguístico, ou seja, advoga que os documentos devem ser analisados sob os mesmos critérios da crítica literária, e que a construção da obra também é feita usando recursos linguísticos. Entre seus autores principais estão Hayden White, Roland Barthes e Louis Mink.

## Antecedentes

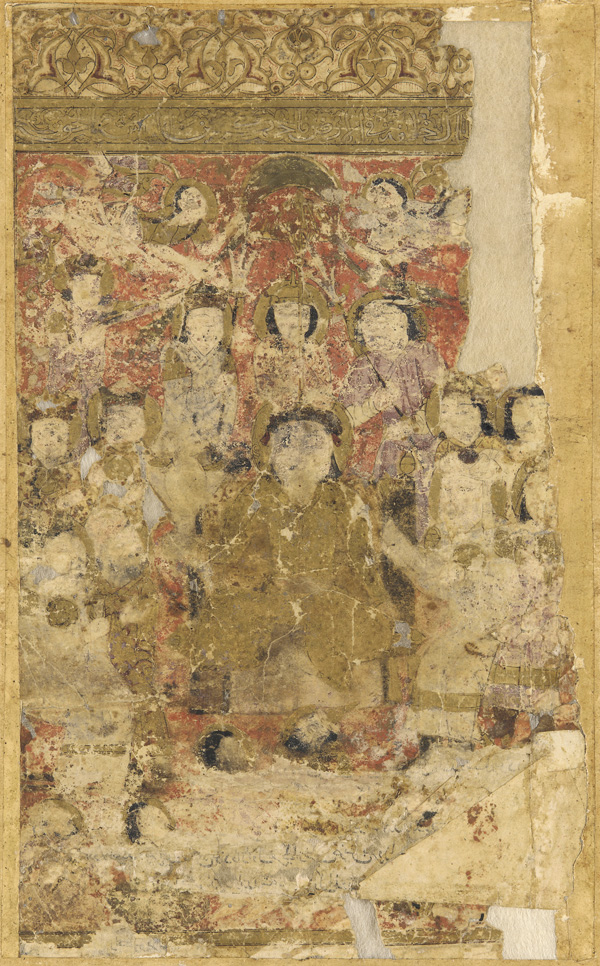
Versão persa de Bal'ami da História Universal de Tabari da dinastia ilcânida (primeira metade do século XIV). Aquarela opaca e ouro sobre papel, Smithsonian

Mesmo que não tenham existido filósofos da história no período anterior a Idade Moderna, já havia pensadores que se dedicavam à escrita das ações humanas no tempo e no espaço, como Heródoto e Tucídides. A partir de suas obras, podemos identificar algumas reflexões a respeito da história. Heródoto entendia o termo história em um sentido de "pesquisa" e "investigação", como empregado em sua obra Historiai, na qual trouxe a inovação de escrever sobre as ações dos homens pelos homens, ou seja, uma explicação que buscava fugir do teor mítico. Em Heródoto, a história não é fruto de uma discordância entre homens e deuses, e sim entre os próprios seres humanos. Por outro lado, Tucídides rejeitava as Historai de Heródoto, que por vezes se baseavam em relatos orais incertos, e assim escreveu sua história a partir dos vestígios encontrados mediante quase exclusivamente a própria visão, consequentemente priorizando o tempo presente. Nesse mesmo sentido, ele contemplava a discussão da função do historiador ao diferenciar a visão do sujeito em relação aos fatos da acribeia (akribeia), que é a própria função do historiador de transformar o ver em saber; e da evidência, caracterizada nos vestígios do real, aquilo que se vê. Também em busca de um comprometimento com a verdade, ao escrever sobre a Guerra do Peloponeso, Tucídides introduziu a ideia da necessidade da compreensão da natureza humana para explicar os eventos humanos. Assim, para entender o conflito do Peloponeso entre atenienses e espartanos, o historiador recorre ao que seria a natureza ateniense, desejosa de expansão e poder, e a natureza espartana, reticente e desejosa de segurança, como justificativas da Guerra entre as cidades-Estados.
No período helenístico, Políbio, diferente de Heródoto ou Tucídides, não se restringe a uma região ou a um conflito histórico específico. Seu objetivo historiográfico são as conquistas do Império Romano no Mediterrâneo, o que permite uma diversidade de acontecimentos simultâneos na sua História. Nessa perspectiva, Políbio pode ser entendido como o precursor da chamada história global. Através do conceito estoico de sunopsis, que é a apreensão da totalidade universal, Políbio prioriza uma história que tem como proposta enxergar a maior conjunção de cenários possíveis. Essa perspectiva de como se dá a história também é uma resposta à Aristóteles, que pensava a história como a exposição do particular, dado que passa em um só tempo, sendo que os diversos acontecimentos históricos que acontecem simultaneamente não possuem um fim comum. Para Políbio, isso não ocorre, já que a partir da sunopsis o historiador consegue traçar relações e narrar a história.
Santo Agostinho de Hipona, já no Medievo, possui reflexões a respeito da história e do tempo que podem ser encaixadas na teologia histórica, visto que sua perspectiva entende o curso histórico como algo governado por uma entidade externa, a Providência divina. Tal concepção teológica tenta romper com o tempo cíclico defendido por filósofos gregos como Platão, e irá influenciar posteriormente filosofias que incluem a divina providência diretamente, como é a de Jacques Bossuet, e também nas outras ideias de tempo teleológico da Modernidade. Essa história cristã tem um começo e um fim, o sentido dela é o Juízo Final, a ressurreição e a subida ao reino de Deus. Nesse sentido, para Santo Agostinho, as ações mundanas e terrenas, soberbas e caóticas, não importam para o autoridade geral da história. O que importa é a peregrinação, rumo aos fins divinos, guiada pela providência, que acontece em diversos momentos como da Criação ao Dilúvio Universal.
A tradição islâmica possui uma forte ligação com a concepção da história, já que o registro dos rituais e dos feitos proféticos possuíam significado religioso, influenciando, posteriormente, a historiografia e a filosofia muçulmanas da história. O filósofo e historiador persa Ibn Miskawayh entendia a história como um meio do homem aprender com a experiência dos povos e das civilizações passadas. Miskawayh buscou separar os feitos puramente religiosos das ações humanas, executando um método de entendimento crítico dos eventos históricos, distanciando-se de um mero acúmulo de fatos e mitos.
Por sua vez, ibne Caldune criou um sistema sociológico para interpretar a história chamado de ‘ilm al-‘umran. Em sua filosofia da história, Caldune entendia que a história é constituída pela constante mudança das sociedades, e esse processo é marcado pela interação dos seres humanos com o ambiente físico. Ele também instituiu conceitos como badawi (nômades) e hadari (habitantes das cidades), dando a entender que as civilizações se desenvolvem do primeiro para o segundo, ou seja, do menos complexo para o mais complexo, concebendo a história como um progresso desses povos. Além disso, a racionalidade era um tema central em sua concepção de história, tanto metodologicamente, se utilizando da lógica clássica para explicar estruturas sociais e culturais, quanto se atendo ao próprio papel da racionalidade humana e social, sendo a razão um fator de ascensão da sociedade, mas também de corrupção. Para ele, a história e a sociedade se desenvolviam a partir de padrões e leis gerais que explicavam o desenvolvimento histórico.
Ainda relacionado aos antecedentes do que viria a ser a filosofia da história, Bossuet dedicou seus estudos ao conceito de Providência divina na história. Para Bossuet, a Providência é o governo divino sob a humanidade, sendo essa a causa universal de toda a história. Assim como em Agostinho, nessa filosofia da história o agir histórico não pertence ao homem, e sim à vontade de Deus. Mesmo que a história pareça caótica para os homens, há uma razão, divina e perfeita, que a guia para a Salvação. Assim, na filosofia da história de Bossuet, o homem é dependente de Deus e incompleto sem ele, de modo que não só o status de agente histórico lhe é negado, como também a capacidade de conseguir compreender plenamente o sentido da história, o qual só Deus conhece.

## Desenvolvimento

### Século XVIII
A filosofia da história surgiu no século XVIII na obra de filósofos e historiadores como Giambattista Vico, Voltaire, Jacques Turgot, Marquês de Condorcet, Immanuel Kant e Johann Gottfried von Herder. Apesar de Voltaire ter cunhado o termo "filosofia da história", ela só se consolida como uma matéria independente em relação às outras áreas da filosofia com alguns dos escritos de Herder, e torna-se mais influente na filosofia, bem como recebe maior aprofundamento, com Hegel, no início do século XIX.
Vico, como aponta Michael C. Lemon, foi o primeiro a elaborar uma teoria própria da história e a colocá-la no centro de sua investigação filosófica. A originalidade atribuída ao filósofo pode ser entendida por meio da análise de seu pertencimento em um dado contexto que, desde Maquiavel, voltava-se para áreas como a história, o direito, a literatura e a política. A filosofia da história de Vico está ligada à defesa dos estudos históricos, que na época eram negligenciados pelos cartesianos. O filósofo criticava explicitamente a preocupação que outros filósofos tinham com o mundo natural, entendido como a história natural e a física, deixando de lado o mundo dos homens, relacionado à jurisprudência, história, poesia e mitologia. Para Vico, seria infrutífera a busca pelo conhecimento através do mundo natural, uma vez que foi Deus quem fez a natureza e, assim, só ele estaria plenamente apto a conhecê-la. Em contrapartida, seria legítimo ao humano estudar a história, já que ela é feita pela humanidade. Para Vico, tudo dependia do seu contexto de nascimento, ou seja, as instituições, os costumes, o direito e a arte só são compreendidos se observados diante de seu meio histórico. Até mesmo a natureza humana tem uma formação histórica. Diferente de outros autores modernos, como Thomas Hobbes ou René Descartes, em Vico o ser humano não possuía uma natureza racional intrínseca e perene; ao contrário, ela seria mutável assim como a sociedade e quaisquer fenômenos históricos.

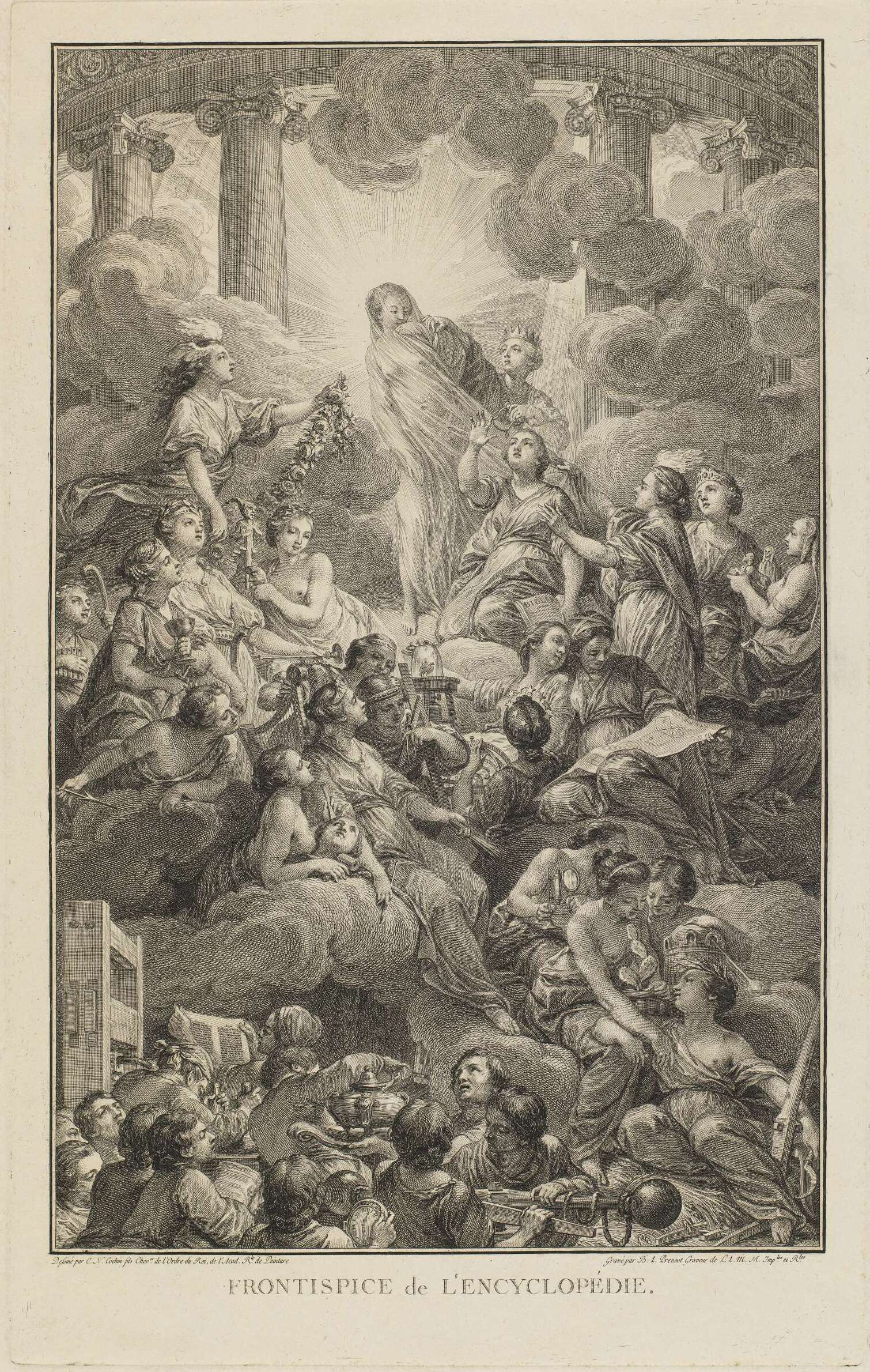
Frontispício da Enciclopédia ou dicionário racional das ciências, artes e profissões (1764/1772) de Benoît Louis Prévost em cuja obra foi publicada no século XVIII na França sob direção dos iluministas Diderot e D'Alembert

Nessa época, o Iluminismo francês foi também fundamental para fomentar questionamentos dentro da filosofia da história. Essa orientação foi representada por intelectuais como Voltaire, Jean-Jacques Rousseau, Montesquieu, Turgot e Condorcet. Esse movimento questionava as concepções da filosofia da história cristã ao propor a secularização do conhecimento. Acreditavam que a razão humana era a responsável pelo progresso e salvação da humanidade, e não a Providência Divina. Voltaire buscava separar história e teologia, pois considerava a filosofia da história cristã incompleta por direcionar a história de toda a humanidade sob os feitos do povo cristão, excluindo outros povos que não partilhavam da mesma religião, como os chineses e os indianos. Dessa forma, a filosofia da história iluminista afasta as vontades da divina providência do sentido histórico, colocando no lugar uma história que tem por objetivo o desenvolvimento pleno da razão humana. Para os iluministas franceses, o sentido da história da humanidade é caminhar para o progresso da razão do homem, o que é uma propriedade fundamental do tempo histórico na concepção teleológico iluminista. Nesse sentido, para Karl Löwith, o progresso intelectual na filosofia da história dos franceses setecentistas apenas substituiu a função da providência divina, já que ainda se mantém a mesma necessidade de predeterminar o curso histórico, só que com a mediação da razão. Turgot fala ainda do desenvolvimento ascendente do espírito humano, onde até mesmo as paixões e as emoções humanas exercem esse papel de desenvolvimento da consciência humana. E, para Condorcet, o ser humano desenvolveria suas faculdades ao longo do tempo, ascendendo à perfeição humana. Assim, mesmo com períodos históricos de estagnação, o fim último de uma razão altamente desenvolvida estaria garantido. Tais propostas dos iluministas baseavam-se em suas observações à época segundo as quais o passado quanto mais remoto mais tendia a ser marcado pela barbárie e pela irracionalidade, chegando à Idade Moderna, racional e científica, que era o momento de esclarecimento da humanidade, evidenciando o caráter de progresso da humanidade.
Em paralelo, as teorias do iluminismo escocês dentro da filosofia da história priorizavam uma perspectiva estruturada e organizada, analisada sob premissas de causa e efeito em relação ao mundo histórico-social. O empírico era importante, pois o conhecimento dos fatos reunia as evidências da divisão da história em fases e estágios de desenvolvimento. Na filosofia da história do escocês Dugald Stewart, as filosofias da história conjunturais e especulativas, como a de Rousseau, são criticadas. Stewart argumentava pela necessidade de dados históricos como forma de dar sustentabilidade às teorias. Pela ligação com métodos mecanicistas de causa e efeito e a necessidade da verificação empírica, os filósofos-historiadores escoceses associavam a história como algo análogo à história natural, já que também entendiam os fenômenos antropológicos como pertencentes à realidade natural. Da mesma forma que os franceses, os escoceses também entendiam que a história estava inserida em um progresso civilizador e gradual da humanidade. Já na Alemanha do século XVIII, como demonstra W. H. Walsh, dois nomes são recorrentes: Immanuel Kant e Herder, que possuem filosofias da história distintas.
Kant seguiu um caminho análogo ao do Iluminismo francês, principalmente em relação à confiança no progresso da razão humana. No Aufklärung (Esclarecimento) alemão, a história era a busca humana da liberdade moral no uso pleno da razão. Essa finalidade da razão é conduzida pelos planos da natureza. A natureza, como campo de atuação do ser humano, deve articular-se para o máximo da atuação humana, sendo esse o ápice do uso da liberdade e da razão. Assim, na filosofia da história de Kant, mesmo que a história da humanidade apresente traços de barbárie e regresso, essas ações também fazem parte de um plano da natureza que conduziria, mesmo que inconscientemente, à razão. A filosofia da história kantiana também é marcada pelo conflito entre a natureza e o individual: a natureza, ligada aos planos da natureza e ao intuito coletivo do bem-estar racional entra em conflito com o indivíduo, ganancioso e egoísta. Essa disputa constante é o que vai produzir a cultura e os valores sociais, sendo essa discórdia fundamental para o desenvolvimento do homem rumo à liberdade e à razão.
Quanto a Herder, foi um dos primeiros a usar o termo filosofia da história como uma matéria independente das outras áreas da filosofia nas primeiras publicações de Ideias para a filosofia da história da humanidade (1774). Entre as características da filosofia da história de Herder podemos identificar o populismo, o expressionismo e o pluralismo. No caso de Herder, o populismo enfatizava a importância do convívio coletivo mediante um grupo ou cultura específico e era uma crítica ao nacionalismo agressivo, vinculado ao imperialismo e ao etnocentrismo, geradores de guerras. Herder considerava que o natural no ser humano é viver em harmonia orgânica com as diversas populações. A multiplicidade de populações não implica conflitos, pois a diversidade era algo natural. Já o expressionismo é a doutrina que diz que a produção do homem é uma extensão de sua personalidade, sua mente, seu sentir. Nessa doutrina, entende-se que qualquer auto-expressão do homem pode ser um tipo de arte, como a linguagem. Em Herder, a linguagem é fundamental para entender a dinâmica dos povos, pois ela é o mecanismo pelo qual damos sentido às coisas, aos sentimentos, à imaginação, à memória, criando as relações, a história e a cultura. Na medida em que os seres humanos se comunicam, também criam. Por último, o pluralismo pode ser identificado como a noção de que não só há múltiplas naturezas e sociedades humanas, mas que seus valores são incomensuráveis, ou seja, cada nação possui uma cultura particular e válida, não sendo passível de juízos morais que digam qual é melhor ou pior. Essa concepção vai contra a corrente da época que determinava uma natureza humana única, mediada pela razão do iluminismo. De forma geral, as considerações de Herder eram feitas com base na cultura dos povos, incluindo sua linguagem, literatura, arte e história. A história, assim, funcionaria como uma educadora da humanidade ao mostrar a diversidade e a pluralidade de povos e nações, revelando esse caráter múltiplo da humanidade ao educá-la para a vida em harmonia com as demais populações.

### Século XIX
A filosofia da história ganhou uma multiplicidade de orientações no século XIX, como o idealismo, o materialismo, o positivismo e o historicismo. Além das filosofias da história metafísicas e racionalistas, como o idealismo de Hegel, que se prendia à força subjacente da razão na história, as filosofias da história também acompanharam mudanças da própria história enquanto gênero disciplinado separado da retórica. Nesse momento, as questões relacionadas à história ganharam mais peso entre os historiadores que se preocupavam não só com a filosofia da história, mas também com a própria escrita da história. Para Allan Megill, foi no século XIX que começou a surgir a historiologia, algo como uma filosofia da escrita da história que viria a se concretizar no século seguinte.
Contudo, em dissonância com as principais vertentes da filosofia da história no século XIX, em O nascimento da tragédia (1872), Nietzsche propõe uma filosofia da história a ser entendida a partir do princípio de pulsão estética apolínea e dionisíaca. Dionísio seria o impulso criativo e Apolo a representação do dionisíaco e também única forma de conhecê-lo. Ambos são indissociáveis, não há um antecessor e sucessor, são mútuos. Esses impulsos são o que constitui a natureza e tudo o que deriva dela, bem como o homem e suas sucessivas construções, o mundo e a cultura. Dessa forma, as culturas e os homens, por possuírem também a pulsão artística, estão em constante mudança conforme o tempo e o contato uns com os outros, ou seja, eles possuem uma história. Além disso, a própria história das culturas poderia ser interpretada a partir desses impulsos apolíneos e dionisíacos, como o fez Nietzsche com as culturas dos helenos, que seriam marcadas pelas características apolíneas no período clássico.

#### Idealismo

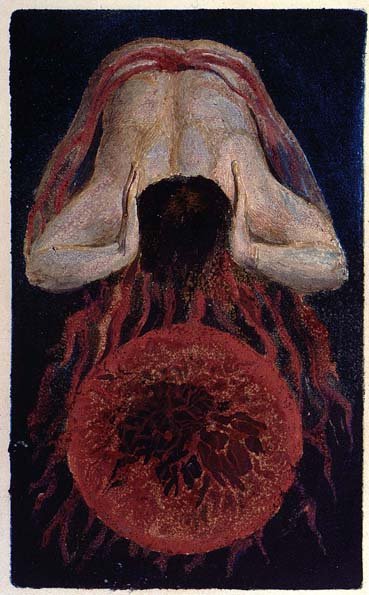
Ilustração contida em O Primeiro Livro de Urizen (1796) de William Blake. Gravação em relevo com impressão em cores e cores de água adicionais com contorno de caneta e tinta, Museu Britânico

O idealismo é uma orientação filosófica complexa que pode se subdividir em vários segmentos. Na filosofia da história, uma das contribuições de destaque é a do idealismo absoluto, representado por Johann Gottilieb Fichte, Friedrich von Schelling e Hegel. Fichte foi aluno de Kant, um dos precursores do idealismo alemão e decisivo para a construção da filosofia da história de Hegel. Na filosofia da história de Fichte, a essência de cada período histórico pode ser sintetizada em uma ideia geral e a função do historiador seria verificar qual é essa ideia, de onde vêm suas influências e como ela se aplica ao presente. Essa ideia geral é centrada em como a humanidade exercia a sua liberdade e qual a compreensão racional que se tinha dela. O sentido da história da humanidade é conduzir-se ao uso consciente da liberdade. Fichte também seguiu Kant ao dizer que há juízos apriorísticos em todo conhecimento, inclusive no histórico. A história teria, necessariamente, que seguir o desenvolvimento de ideias logicamente distribuídas, sendo a sucessão dessas ideias a própria força propulsora da história.
Para Schelling, a história é o acúmulo de ações e pensamentos do espírito no mundo. Diferente da natureza, a história não é apenas inteligente, mas também inteligível, ou seja, conhecer a história não é apenas conhecer um objeto externo ao sujeito que a apreende, mas é também conhecer o próprio espírito e sujeito que a investiga. Assim, o espírito é sujeito e objeto desse conhecimento, que se desenvolveria na história formando seu autoconhecimento e novas coisas para conhecer. Essas ideias serão influentes no pensamento de Hegel.
A partir de Hegel, a compreensão da história e das culturas torna-se imprescindível no conhecimento da Modernidade. A filosofia da história de Hegel é marcada pela dialética entre Ideia, que é usualmente concebida como tese, onde tudo se inicia; a Natureza, que pode ser entendida como antítese, o contraponto da Ideia; e o Espírito, que seria a síntese entre Natureza e Ideia. A Ideia é a vontade de Deus, a Natureza é a concretização dessa ideia no Espaço, e o Espírito é quando a Natureza ganha consciência de si, no caso, a História. Assim, na filosofia da história de Hegel, a História é a História do desenvolvimento do Espírito. Toda a História, o acúmulo das ações humanas, é a prova do Espírito em busca da liberdade, da autoconsciência; sendo esse autoconhecimento do Espírito a teleologia da filosofia da história de Hegel. Nesse sentido, eventos históricos seriam o próprio Espírito, sendo todas as ações humanas circunscritas dentro da razão do Espírito na História. Assim, sua filosofia assinala para uma história universal, que considera as nações, o coletivo, sendo o indivíduo parte desse meio histórico, formado por ele, tendo suas ações direcionadas para a universalidade.
No final do século XIX surge outra contribuição idealista, advinda do contexto britânico, para a filosofia da história. Com a publicação de The Pressupositions of Critical History (1874), F. H. Bradley antecipa a historiologia idealista da história, desenvolvida no século XX. A filosofia da história de Bradley diz respeito diretamente à função do historiador dentro da construção da história. Para o filósofo, toda história é crítica na medida em que os documentos não são apenas reproduzidos pelo historiador, mas passam pelo critério do próprio historiador que se utiliza da sua experiência para questionar a fonte. Para além dessa obra, em outros momentos Bradley contribui para as discussões da filosofia da história, como em seus estudos sobre lógica, ao colocar o indivíduo como particular e universal ao mesmo tempo. Ele pode ser definido como um indivíduo em contraste com os outros ou um indivíduo pertencente a um mesmo mundo universal. Posteriormente, Benedetto Croce irá relacionar essa concepção com o próprio conhecimento histórico.

#### Historicismo
O historicismo alemão aparece nas últimas décadas do século XIX e persiste até meados do XX. No Oitocentos, surge como uma perspectiva contrária a reflexões exclusivamente abstratas da história, principalmente a filosofia da história de Hegel. Nessa concepção filosófica, a história não é mediada por razões supra-históricas, com um sentido inexorável e universal, como o era nas literaturas idealistas e racionalistas. A história ganha ênfase no seu caráter de irrepetibilidade, sendo as ações humanas únicas e individuais. Com os historicistas, a história tem um fim nela mesma. As próprias ações humanas são o sentido da história, sendo mutáveis, imperfeitas e inacabadas, já que não se pode prever um fim determinado nessas ações. O sentido da história, por ser encontrado unicamente nos eventos históricos, só pode ser buscado com a investigação histórica, e não com a especulação metafísica. Outra característica que vai marcar essa filosofia da história é a diferença substancial entre a história, ao lado das emergentes ciências humanas, contra as ciências da natureza.
O filósofo e historiador Wilhelm Dilthey é um dos nomes mais lembrados dentro do historicismo. Dilthey irá defender a autonomia da Geisteswissenschaften (ciências do espírito) frente às ciências da natureza por causa da diferença do objeto de estudo. Enquanto as ciências da natureza conhecem seu objeto de forma externa, as ciências do espírito fazem com que o sujeito se relacione de maneira interna e íntima com o seu objeto. Assim, nessa filosofia da história o historiador possui internamente as propriedades, o Erlebnis (experiência vivida), que o guia para a compreensão histórica. O espírito objetivo na filosofia de Dilthey não é uma razão absoluta, mas a realização do homem no mundo, tais como as instituições, as leis, a arte, a filosofia, a cultura. Dilthey também é associado ao surgimento da historiologia hermenêutica, que além de reafirmar a autonomia das ciências humanas, centrava seu método na compreensão dos textos históricos para fazer uma reconstrução do passado.

#### Positivismo
O positivismo ganhou interpretações dissonantes em várias áreas, mas foi iniciado na França pela figura de Auguste Comte, que deu nome à sociologia. Assim como as ciências naturais possuíam um método baseado em leis gerais, a filosofia da história de Comte é marcada pela sua lei dos três estágios, em que há uma ordem para a evolução humana, tanto individual quanto coletiva, sempre ascendente. Esses estágios são o teológico, no qual o ser humano explica os fenômenos como derivações de entidades divinas; o metafísico, que se refere à forma de como os seres humanos concebem o mundo a partir de ideias, essências e coisas abstratas; e o positivo, demonstrando o uso do raciocínio e do empírico para ter uma ciência efetiva, inclusive em áreas como a política e a moral. A visão de Comte é otimista, pois carrega uma confiança no "Grande Ser" (a humanidade), e que com o uso da física social, ou sociologia, os conflitos da sociedade seriam superados. Esse também seria o télos da humanidade, o alcance do bem estar social, econômico e espiritual garantido através da ciência positiva. Nos estudos históricos em particular, a filosofia da história positivista foi utilizada por Ernest Renan e Hyppolite Taine, que também construíram uma perspectiva da história baseada em leis gerais de progressão. Na Inglaterra temos a figura de Henry Thomas Buckle, que também buscou por leis e progresso na história da Inglaterra.

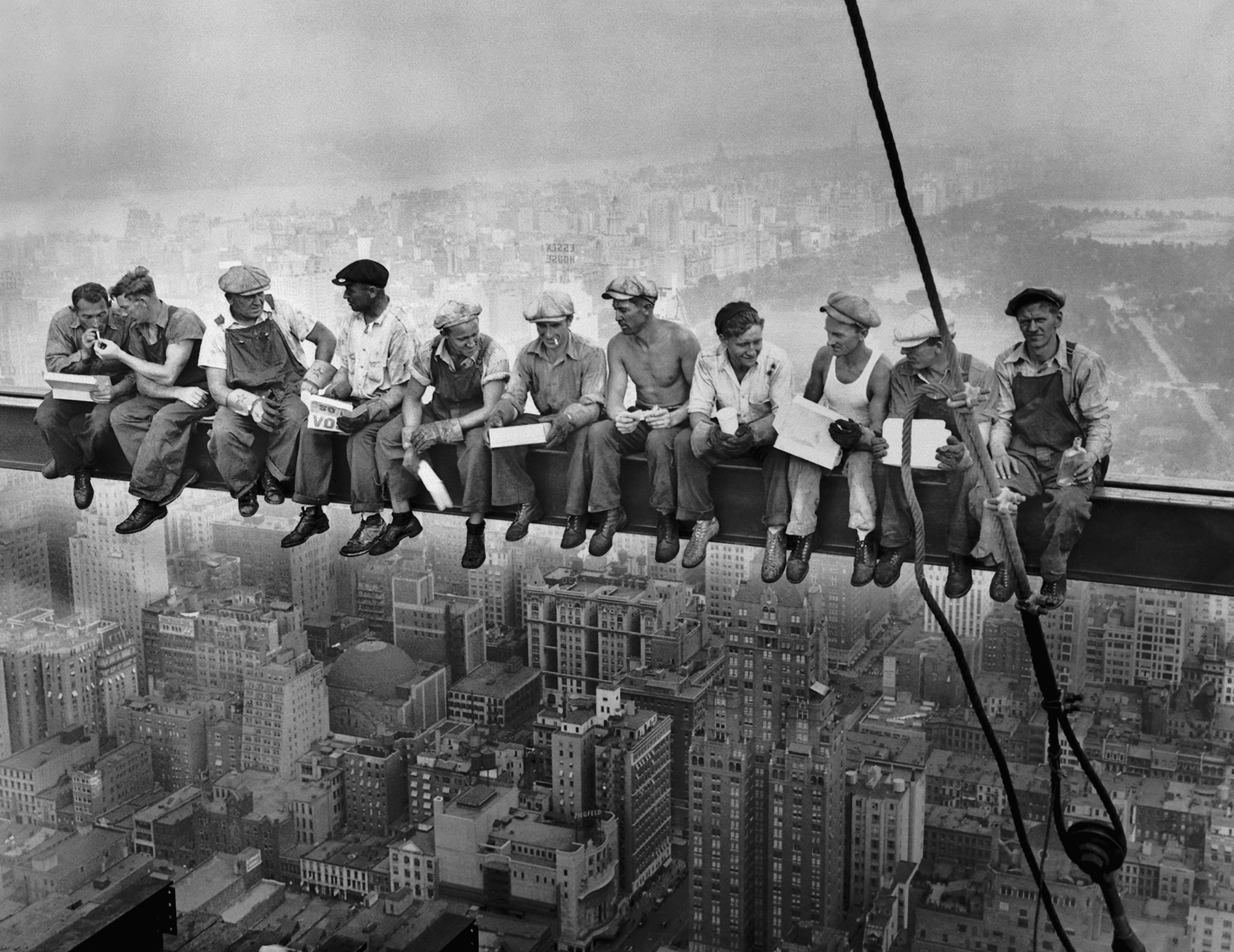
Almoço no topo de um arranha-céu (1932), fotografia de Charles C. Ebbets, Nova Iorque

#### Materialismo
O materialismo histórico foi fundado pelo filósofo alemão Karl Marx, também reconhecido pela orientação de seus seguidores, o marxismo, que estende suas influências da história para as ciências sociais, como a economia, e também para a filosofia e diversas outras áreas do conhecimento. Marx teve contato com os jovens hegelianos, iniciando seus estudos em concordância com Hegel para depois vir a criticá-lo. Enquanto na filosofia da história de Hegel a ordem da dialética partia do pensamento para depois chegar à natureza (culminando no espírito), para Marx, a natureza vem antes do pensamento. Assim, o material predomina no mundo, sendo esse fundamentalmente o âmbito econômico, aquilo que o ser humano produz, o fator primeiro de constituição da sociedade. É a partir dele que toda a sociedade se forma e se estrutura. Na filosofia da história de Marx, as ideias, a religião e a consciência humana (superestrutura) são formadas a partir do material, do econômico (estrutura). Nesse sentido, também o aspecto principal da história é o econômico, já que é justamente esse fator que irá determinar o contexto histórico-social. É perceptível esse movimento de Marx ao dividir os momentos históricos entre os modos de produção do comunismo primitivo, do escravismo, do feudalismo, do capitalismo e do socialismo, que são derivados do predomínio material e da relação do ser humano com a natureza.
Somado esse fator à sua dialética, que se caracteriza na necessidade de sobreposição de coisas antagônicas, Marx insere o conceito de luta de classes na sua filosofia da história, que seria o próprio motor da história: patrícios contra plebeus, senhores feudais contra servos, burgueses contra proletários. As divergências formadas pela dominação unilateral da natureza por parte das classes dominantes, e por sua vez, a busca pelo domínio dos meios de produção da natureza pelas classes oprimidas, está presente em todo o curso da história. Esse fator é a característica predominante nas épocas e também o que incita a mudança do fator econômico. Entretanto, a sociedade capitalista-burguesa assume características mais latentes. Dessa vez, a classe oprimida, o proletariado, é completamente alienada do seu domínio com a natureza, o que acentua o conflito entre as classes, sendo, então o último "embate" da (pré)história, resultando na revolução do proletariado. O proletariado, nesse sentido, ocupa um papel universal e de predestinação dentro da filosofia da história marxista, pois através da revolução ele irá trazer a liberdade para a humanidade. Na interpretação de Marx, por ser a classe que, historicamente, foi a mais excluída e marginalizada dentro dos privilégios sociais, é o proletariado a classe que também tem a autoridade para se libertar dessa estrutura e, assim, libertar a todos dos mecanismos arraigados do sistema capitalista. Uma vez feita a revolução do proletariado, o proletariado não ocuparia o status de classe dominante, como o fez a burguesia após as revoluções burguesas, e sim superaria o próprio sistema de classes, abolindo-o. Esse mundo sem luta de classes, sem divergências econômicas, livre para o desenvolvimento de todos, é o comunismo. Assim, a filosofia materialista da história é universal e escatológica: universal porque engloba toda a humanidade e escatológica porque caminha para o fim no comunismo.

#### Darwinismo social

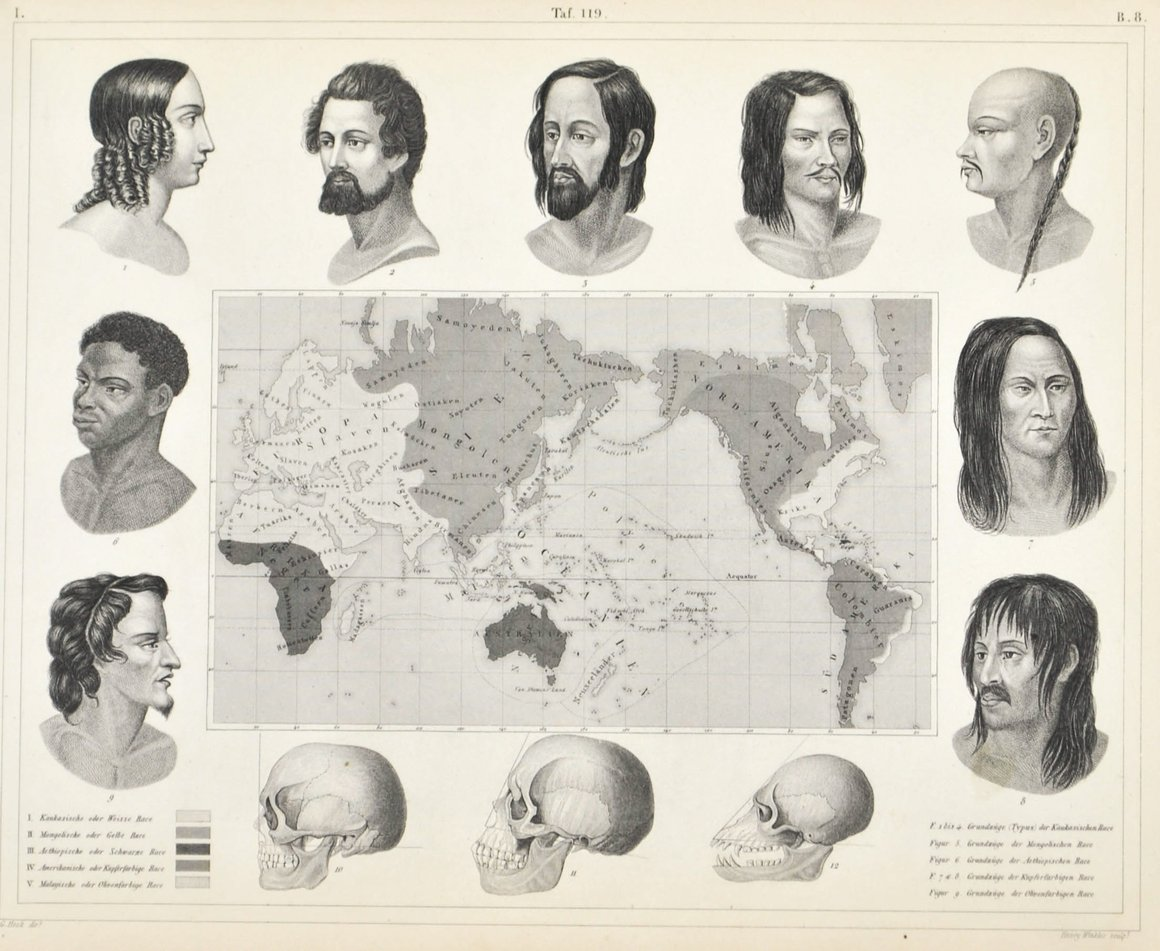
Mapa das "cinco raças" da humanidade: caucasiana ou branca, mongol ou amarela, etíope ou negra, americana ou cor de cobre, malay ou de cor verde-oliva. Mapa presente na obra de Henry Winkles e Johann Georg Heck, 1851

O darwinismo social pode ser entendido como a tentativa de aplicar as ideias de Charles Darwin da seleção natural e do evolucionismo em análises psicológicas e histórico-sociais. Herbert Spencer é um dos nomes associados a esse movimento, que apesar de não ter escrito uma filosofia da história, influenciou seus debates. De acordo com a visão spenceriana, a diferença entre os homens é natural, sendo alguns mais aptos e outros menos aptos. A partir de um processo de adaptação, os mais aptos se sobreporiam aos menos aptos. Assim, a filosofia da história encontrada no darwinismo social pode ser identificada como uma explicação biológica dos processos históricos e sociais. Da mesma forma, o progresso social de Spencer é associado ao evolucionismo biológico numa interpretação progressista. Na história, assim como os organismos menos complexos e homogêneos se desenvolveram para organismo mais complexos e diversificados, as sociedades se desenvolveram de comunidades menos complexas para mais complexas e heterogêneas. Dentro da filosofia de Spencer, a história é movida por um processo de adaptação ao meio através de um incremento sociobiológico.

### Século XX e XXI
O século XX apresenta um contexto histórico multifacetado que passa pela Primeira e Segunda Guerra Mundial, que destruíram o ideal civilizador e racional da Europa Ocidental, pelo processo de descolonização, pela sociedade do consumo, chegando até a vanguarda artística da década de 1970 que apresentou uma pluralidade estética nas belas artes. A partir desse contexto, ficaria impossível pensar em uma ideia de homem e de mundo que homogeneizasse o ecletismo em ideias universais. A filosofia da história desenvolveu-se em vários sentidos, seus temas ganharam a atenção não só de historiadores e filósofos, mas também de críticos literários, antropólogos, sociólogos, dentre outros. Entre as orientações e críticas mais influentes na filosofia da história podemos citar o idealismo, a analítica, a hermenêutica, a linguístico-narrativista, teoria crítica, estruturalismo, pós-estruturalismo, pós-modernismo, pós-colonialismo e a filosofia do antropoceno. É importante frisar que essas divisões não são rígidas e excludentes, pois muitos intelectuais podem ser identificados em mais de uma dessas orientações. Esse é o caso de Arthur Danto, tradicionalmente encaixado entre os analíticos mas com muitas contribuições para os narrativistas, e de Paul Ricoeur, que, embora hermeneuta, também propôs uma fenomenologia, além de se enquadrar também no grupo dos narrativistas.

#### Idealismo
No século XIX temos o desenvolvimento da orientação idealista na filosofia da história, influenciada por Giambattista Vico, Friedrich Hegel, F. H. Bradley e tendo Michael Oakeshott, Benedetto Croce e R. G. Collingwood como alguns de seus autores no século XX. Croce em uma de suas primeiras obras, Estética (1902), associa a história à arte, revelando um distanciamento total dela em relação à ciência. Na Lógica (1909), a filosofia da história de Croce é caracterizada por concluir que todo juízo apresenta uma característica particular e universal. Particular porque faz alusão a um evento singular e universal porque se utiliza de conceitos que devem conter em si um entendimento geral. A partir dessa formulação, Croce segue na direção de um historicismo absoluto, interpretando tais conceitos como necessariamente compreendidos em seu contexto particular. A filosofia seria a área que estuda os conceitos, exibindo, entre outras coisas, uma metodologia da história, mas não a história como tal. Dessa maneira, reivindica-se a total autonomia da história, quer seja contra sistemas filosóficos, quer seja contra a ciência.
Ainda dentro do campo idealista, R. G. Collingwood, com seu livro A ideia de história (1946), é considerado um marco para a historiologia idealista. A filosofia da história de Collingwood é marcada pelo historicismo, visto que para ele, qualquer ciência ou área do conhecimento precisa, necessariamente, pensar historicamente. Outra característica de sua filosofia da história é a de que toda história é uma história do pensamento, ou seja, para Collingwood, a história é configurada por expressões do pensamento nas ações dos agentes históricos. Ambas conclusões vão sustentar o que Collingwood chama de renactment, que é a disposição do historiador de colocar-se no lugar do agente histórico para repensar seus atos e escrever a história. Isso só é possível em sua filosofia da história porque a história é entendida como autoconhecimento do espírito, e todo conhecimento do espírito se dá de forma interna, sendo um conhecimento inteligente e inteligível ao mesmo tempo. Além de ser possível imaginar o que pessoas do passado pensaram, à medida em que se conhece a história, também conhecemos a nos mesmos. Outro conceito importante na filosofia da história de Collingwood é a noção de imaginação histórica, segundo a qual toda escrita da história necessita da imaginação historiadora para conectar os eventos descritos nos documentos. Tal concepção mais tarde influenciará filósofos da história como William Dray e Louis Mink.
Por sua vez, dentro da filosofia da história de Michael Oakeshott o passado não é um acúmulo de eventos sucessivos e à parte do presente, mas um mundo, o que implica uma relação constante entre os eventos, que não podem ser compreendidos uns sem os outros. Além disso, o único passado que existe é o passado histórico em que não há diferença entre uma história em si e uma história formada a partir do pensamento do historiador. A história, dessa forma, é constituída a partir do mundo da ideia do historiador, existindo uma relação intrínseca entre o passado (os eventos que são investigados) e o presente (a experiência do historiador ao fazer a história).

#### Hermenêutica

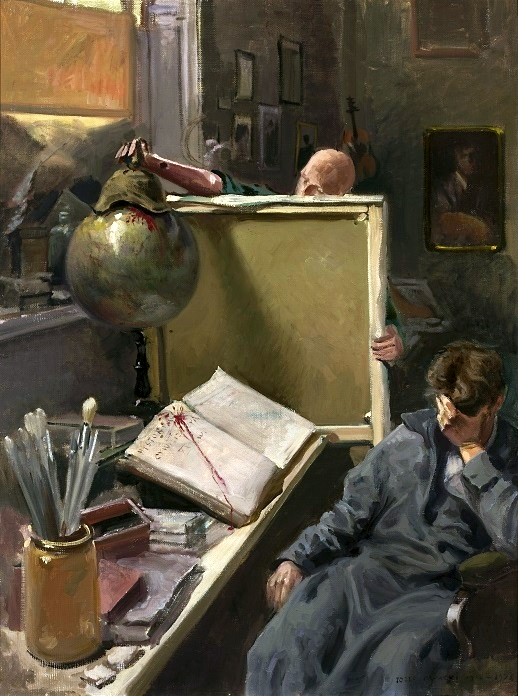
A visão do artista (1918-1924) de Joséf Rapacki.

A filosofia da história hermenêutica é uma orientação ampla, que pode ser identificada desde Wilhelm Dilthey no fim do século XIX, até autores de início do século XXI, como Paul Ricœur. No começo do século XX a hermenêutica assume novas características com a fenomenologia de Edmund Husserl, e Martin Heidegger, em especial. Essa perspectiva da história partirá do pressuposto de que o mundo histórico é caracterizado pela atribuição de sentidos por parte dos homens, e esses significados não estão limitados nas fontes, mas também na própria escrita da história feita pelo historiador. Assim, a filosofia da história hermenêutica não fica restrita ao epistemológico, mas eleva a hermenêutica a um estatuto ontológico.
Heidegger eleva a um estatuto ontológico a hermenêutica de Dilthey e sua ideia de que o historiador compreende a história porque ele mesmo é um ser histórico. Para Heidegger, ser humano é estar no mundo. Assim, a compreensão histórica em Heidegger não tem um caráter apenas de intérprete como participante da história, mas uma condição existencial de historicidade, que é anterior ao processo hermenêutico. Hans-Georg Gadamer desenvolve a ontologia na hermenêutica de Heidegger e acaba por ir contra a de Dilthey. Para Gadamer, a hermenêutica histórica não tem um estatuto unicamente epistemológico e metodológico, mas também de sensibilizar a história sendo um trabalho "artístico-instintivo". A partir da consciência histórica, a interpretação hermenêutica teria como função atribuir entendimentos diferentes ao presente, se utilizando de significados do passado para interpretar novas situações. Por outro lado, Paul Ricœur entende o processo hermenêutico do conhecimento histórico a partir da narrativa, que seria responsável por organizar os sentidos da história a partir da perspectiva do historiador. A escrita da história seria o encontro entre a narrativa da ação histórica (a significação do mundo por parte dos agentes históricos) e a narrativa do próprio historiador. Nesse caso, a narrativa tem o papel de esquematizar o tempo histórico.

#### Crise da filosofia especulativa da história
Para François Hartog, as obras de Oswald Spengler e Arnold J. Toynbee foram as últimas filosofias da história que remetiam a histórias universais e/ou das civilizações. Esse modelo era comum no século anterior, com o idealismo hegeliano e o iluminismo francês, e tinha nas noções de progresso e razão os critérios de sentido da história.. Segundo a filosofia da história de Spengler, a história é uma sucessão de fatos particulares, onde as culturas se desenvolvem de maneira independente uma da outra, com características específicas e individuais. A única semelhança entre as civilizações é o ciclo histórico, proposto por Spengler da seguinte forma: começa pela barbárie, que se desenvolve e forma uma organização política mais complexa, formando também as ciências e as artes, para depois decair em outro tipo de barbárie, em que a cultura da civilização morre, não conseguindo produzir nada de novo. Por outro lado, Toynbee, a partir de alguns conceitos como filiação, civilização, época de crise e Estado universal, realiza um estudo comparado entre as civilizações, partindo de três questões fundamentais: como e por quê surgem as civilizações? Como e por quê se desenvolvem as civilizações? Como e por quê decaem as civilizações? No século XX, concomitante com a Primeira e a Segunda guerras mundiais, a Revolução Russa e o processo de descolonização, os intelectuais da Europa começam a questionar a validade desses conceitos universais para a história, e as filosofias da história sistemáticas se esgotam.
Em paralelo, o indiano Rabindranath Tagore traz conceitos de sua tradição para a filosofia da história, tais como o itihasa, que caracteriza a herança histórico-cultural do indivíduo, e pratyohik, que seriam as vivências cotidianas. Para Tagore, a consciência histórica é um movimento do itihasa, que seria uma eterna confluência entre os opostos, sendo essa tensão o próprio sentido criativo dela. Dentro dessa perspectiva, quando é encontrado um suposto equilíbrio entre as forças, perde-se o impulso criativo da história, como foi o caso das filosofias da história ocidental. Para Tagore, por exemplo, Hegel tenta achar um fio condutor, a razão universal europeia, que acaba por excluir todas as outras perspectivas que fogem dessa regra, como os não-ocidentais, alienando a complexidade da história e da vida humana. O filósofo também acusa as historiografias tradicionais europeias de enxergarem a história de forma muito mecânica, dando ênfase aos fatos pelos fatos, esquecendo-se do homem cotidiano, dotado de sensibilidades, que também sentiu o mesmo fato historicamente. Um exemplo seria a própria historiografia colonial, que representa a história da Índia apenas pelo lado violento da colonização, marginalizando os outros aspectos culturais que existiam naquele mesmo espaço e tempo, o pratyohik. Desse modo, a filosofia da história de Tagore não só tornou-se a chamada para uma historiografia mais criativa, mas também uma reivindicação da historicidade do ser humano no cotidiano global. Da mesma forma, o historiador (aitihāsik) é um poeta-historiador, que deve servir-se de uma estrutura afetiva para narrar a história, compreendendo como as pessoas se constroem de forma sensível diante do mundo. Para Tagore, a história é experiência, criatividade, sentimento e conhecimento.

#### Estruturalismo e pós-estruturalismo

Las Meninas (1656) de Diego Velázquez, é analisada no primeiro capítulo de As palavras e as coisas (1966) de Michel Foucault. Óleo sobre tela, Museu do Prado

O estruturalismo pode ser identificado como um conjunto amplo de teorias de diversas áreas, tais como antropologia, psicanálise e história, que possuem princípios em comum. Entre essas características, a principal é a descentralização do sujeito, pois o sujeito livre, racional e autodeterminado não impera mais no núcleo explicativo. Em vez disso, o ser humano e a história são explicados a partir de estruturas sociais. Em termos da filosofia da história, isso significa que os seres humanos não são concebidos como agentes históricos ativos, mas sim seres passivos diante das estruturas nas quais estão inseridos, sendo moldados por elas. Para o estruturalismo, não faz sentido pensar o ser humano fora de seu contexto, uma vez que ele é justamente definido pelas relações que estabelece com o meio a que pertence.  Dessa forma, para Claude Lévi-Strauss, fundador da antropologia estruturalista, a história não possui nenhum fim. Para o autor, quaisquer que forem as coisas que governam a história só podem ser estudadas como estruturas inconscientes.
A partir da década de 1980, surge o termo pós-estruturalismo para designar intelectuais que ainda se relacionam com o estruturalismo de alguma forma, como Michel Foucault, Jacques Derrida, Jean-François Lyotard e Jacques Lacan. Existem muitas diferenças entre o pós-estruturalismo e o estruturalismo, dentre elas uma que tange diretamente a história: o pós-estruturalismo aceita a temporalidade. No estruturalismo, quando um sistema muda, as alterações de outros sistemas são previstas a partir daquele, já que os sistemas se constituem em um corpo fechado, em mutabilidade sincrônica e interna. Já o pós-estruturalismo aceita que essas estruturas possam mudar de forma independente, segundo outro critério de mudança da estrutura mediante a historicidade no qual o sistema se encontra. Foucault, por exemplo, compartilha da perspectiva pós-estruturalista na obra As palavras e as coisas (1966) em que caracteriza as estruturas epistêmicas (ou epistemes) como as relações estabelecidas entre as áreas do saber que eram predominantes em determinadas épocas, como a semiologia e a biologia, que auxiliaram no desenvolvimento das teorias da história e na psicologia do século XIX.

#### Filosofia analítica da história
No século XX surge a filosofia analítica da história ou historiologia analítica com a publicação de "The Function of General Laws in History" (1942) do filósofo Carl G. Hempel. Nesse artigo, Hempel descarta a possibilidade de uma ciência particularizante e reafirma a história como uma aplicação da ciência universalizante, estabelecendo que os fatos históricos deveriam ser explicados logicamente junto com premissas que evocam leis gerais confirmadas empiricamente. O seu método dedutivo-nomológico fomentou a discussão sobre a história dentro de uma perspectiva da filosofia analítica, contando com contribuições de Arthur C. Danto, William Dray e Patrick Gardiner no aprimoramento de seu modelo explicativo.
Os filósofos analíticos da história caracterizam-se, entre outras coisas, pelo uso de ferramentas lógicas e matemáticas, pela inserção em debates mais gerais acerca da história da ciência e da filosofia da ciência e por priorizarem questões de análise lógica em detrimento daquelas de caráter avaliativo ou apreciativo. Algumas das questões que buscam responder são: é a história uma ciência?, no que consiste uma historiografia?, existe algum relato histórico imparcial e sem preconceitos?, por que os historiadores divergem em suas análises mesmo partindo das mesmas fontes?, como podem os historiadores pretender ser capazes de explicar o passado se são incapazes - como eles próprios admitem - de prever o futuro?, há objetividade no estudo dos historiadores?, há um padrão cognoscível nas recorrências históricas?. Alguns dos autores que contribuíram para o desenvolvimento de soluções para essas perguntas na tradição analítica são Karl Popper, Bertrand Russell, Arthur C. Danto, W. H. Walsh, Arnold Toynbee, Christopher Blake, Ernest Nagel e W. B. Gallie.

#### Linguístico-narrativista
A filosofia da história linguístico-narrativista surge no fim do século XX e tem como expoentes intelectuais Roland Barthes, Louis Mink e Hayden White. O principal aspecto dessa orientação é enxergar a escrita da história como um construto linguístico em amplo sentido. Esses intelectuais consideram a linguagem de forma complexa de modo que ela será melhor compreendida se analisada a partir dos critérios que os críticos literários usam para analisar obras de literatura. Além disso, ela constrói o passado a partir de recursos literários. Dada a complexidade do teor narrativo na historiografia, outras orientações da filosofia da história acabam indiretamente versando sobre essa problemática linguístico-narrativista, a exemplo da defesa da filosofia idealista feita por R. G. Collingwood e Benedetto Croce segundo a qual a história seria uma construção do historiador. Desse modo, embora os narrativistas caracterizem historiografias não por pensamentos mas por sentenças narrativas e suas respectivas configurações literárias de cunho estético e/ou retórico, problemas semelhantes aos do idealismo repercutem no narrativismo, dado que os narrativistas tendem a assumir um construtivismo da história pelo historiador.

## Temas recorrentes

### Causalidade
Causalidade é a relação entre dois eventos ou estados, em que o primeiro - a causa - leva ao segundo ou o produz enquanto seu efeito. Quando essa relação é transitiva, suficientemente forte e estendida para mais de dois eventos, geralmente formam um efeito cascata ou efeito em cadeia também chamado efeito dominó. A causalidade é um dos temas mais recorrentes na história da filosofia, atravessando várias áreas e épocas. Contudo, ela só ganhou lugar de destaque na filosofia da história no século XVIII quando autores como o Marquês de Condorcet defenderam a possibilidade de explicar e predizer mediante leis os eventos históricos em um ritmo de progresso. Desde então a causalidade tornou-se uma questão importante no desenvolvimento moderno da historiografia enquanto ciência no século XIX, uma vez que os historiadores pretendiam explicar fenômenos humanos no curso do tempo, e não apenas descrevê-los, o que pressupunha poder delimitar suas causas. Isso trazia o problema de como conciliar a causalidade com a liberdade da ação humana.

Vídeo ilustrando um "efeito dominó".

Alguns autores do século XVIII, como Edward Gibbon, que optaram por priorizar o livre-arbítrio no caráter individual humano sustentavam que, a despeito dessa característica, o ser humano tinha uma natureza que o tendia a certas reações em certos contextos, e nisso residiria a utilidade da historiografia. Isso não era exatamente uma novidade, pois historiadores como Tucídides já haviam argumentado a mesma coisa. Por outro lado, vários autores deram primazia para a causalidade caracterizada mediante leis para além de meras tendências da natureza humana. Seguindo essa premissa, e assimilando críticas ao tratamento metafísico dos primeiros filósofos da história, Henry Thomas Buckle, na primeira metade do século XIX, procurou diferenciar as leis históricas científicas de leis históricas metafísicas, onde somente as primeiras tinham papel para se explicar o trajeto do humano no tempo, sobretudo enfatizando o papel do meio ambiental, social e cultural no desenvolvimento de costumes e civilizações. Além disso, na segunda metade do século XIX, autores como Liev Tolstói argumentavam que não se deveria recusar as relações de causa-efeito pelo estranhamento em relação à experiência de independência de nossa chamada liberdade, mas somente com a constatação de dados. Diante disso, segue-se o raciocínio de que, na percepção dos seres humanos, a Terra parece imóvel, mas este fato não se sustenta perante dados físicos, tornando-se uma tese absurda. Já no século XX, na busca por uma conciliação entre a causalidade da natureza e as explicações teleológico-intencionais nas ciências humanas que, à época, geralmente vinham acompanhadas de um pressuposto de livre-arbítrio, Essays on Actions and Events (1980) de Donald Davidson, Kinds of Minds (1997) de Daniel Dennet e Mind, Language and Society (1998) de John Searle procuraram mostrar, ao lado das ciências cognitivas, como explicações por meio da intencionalidade de agentes só por utilizarem causas finais não se comprometem necessariamente com quaisquer propriedades mentais e são compatíveis com explicações físicas que priorizam causas eficientes/motoras. No século XX, foram preponderantes posições como a de R. G. Collingwood segundo a qual os padrões de causa-efeito na sociedade humana geralmente são formados em certas épocas e só funcionam dentro de seus respectivos parâmetros ou estruturas que, por sua vez, e geralmente de forma mais lenta, são alteráveis com o tempo.
Ao lado das propostas de conciliação entre causalidade e liberdade, desenvolveu-se, sobretudo no século XX, discussões acerca de como relacionar propriamente a causa e o efeito, uma vez que David Hume havia demonstrado, no século XVIII, não haver nenhuma relação intrínseca entre um evento causador e seu eventual efeito. Assim, seguindo a relação tradicional entre explicação e causalidade, na filosofia da ciência o conceito de "causalidade" passou a ser utilizado de diferentes formas para definir expressões linguísticas nas ciências que se pretendiam capazes de explicar algo, resultando em expressões chamadas de "explanativas". Na historiografia, em particular, tais expressões surgem como tentativas de respostas para explicar o surgimento de um evento histórico. As principais propostas teóricas da filosofia da história que surgiram para relacionar causa-efeito nesse período podem ser agrupadas entre nomológicas, teleológicas - também chamadas "intencionais" - e as contrafactuais. Nas teorias nomológicas, defendidas por filósofos analíticos da ciência do chamado positivismo lógico, como Bertrand Russell e Carl Hempel, certas leis ou pelo menos regularidades são os componentes que mediam a relação causa-efeito. Nas teorias teleológicas ou intencionais, defendidas por Collingwood, Wilhelm Dilthey, William Dray, entre outros, pensamentos, intenções e emoções de agentes humanos têm esse papel de mediação na causa-efeito. E, por fim, nas propostas contrafactuais postula-se mundos possíveis nos quais os eventos históricos estão indexados e se estabelece uma relação causal entre dois eventos quando um segue o outro em vários mundos possíveis (histórias contrafactuais) próximas ou semelhantes ao mundo atual (passado factual). Contudo, existem também teorias causais híbridas, como, por exemplo, a teoria da imputação causal, defendida por Max Weber, Raymond Aron e Paul Ricoeur que caracteriza uma causalidade histórica tanto por certas regularidades, em um sentido nomológico fraco, quanto por um estudo de possibilidades contrafactuais.
Finalmente, vale ressaltar que, além dos profícuos estudos acima mencionados acerca das relações entre causalidade e arbítrio e causalidade e explicação, debates acerca da causalidade na filosofia da história envolvem ainda diversos outros tópicos como o efeito epifenomenal (epiphenomenal effect), o determinismo ou não da história humana, a relação entre factual e contrafactual, a teoria do caos aplicada à história, entre outros.

### Conhecimento do passado

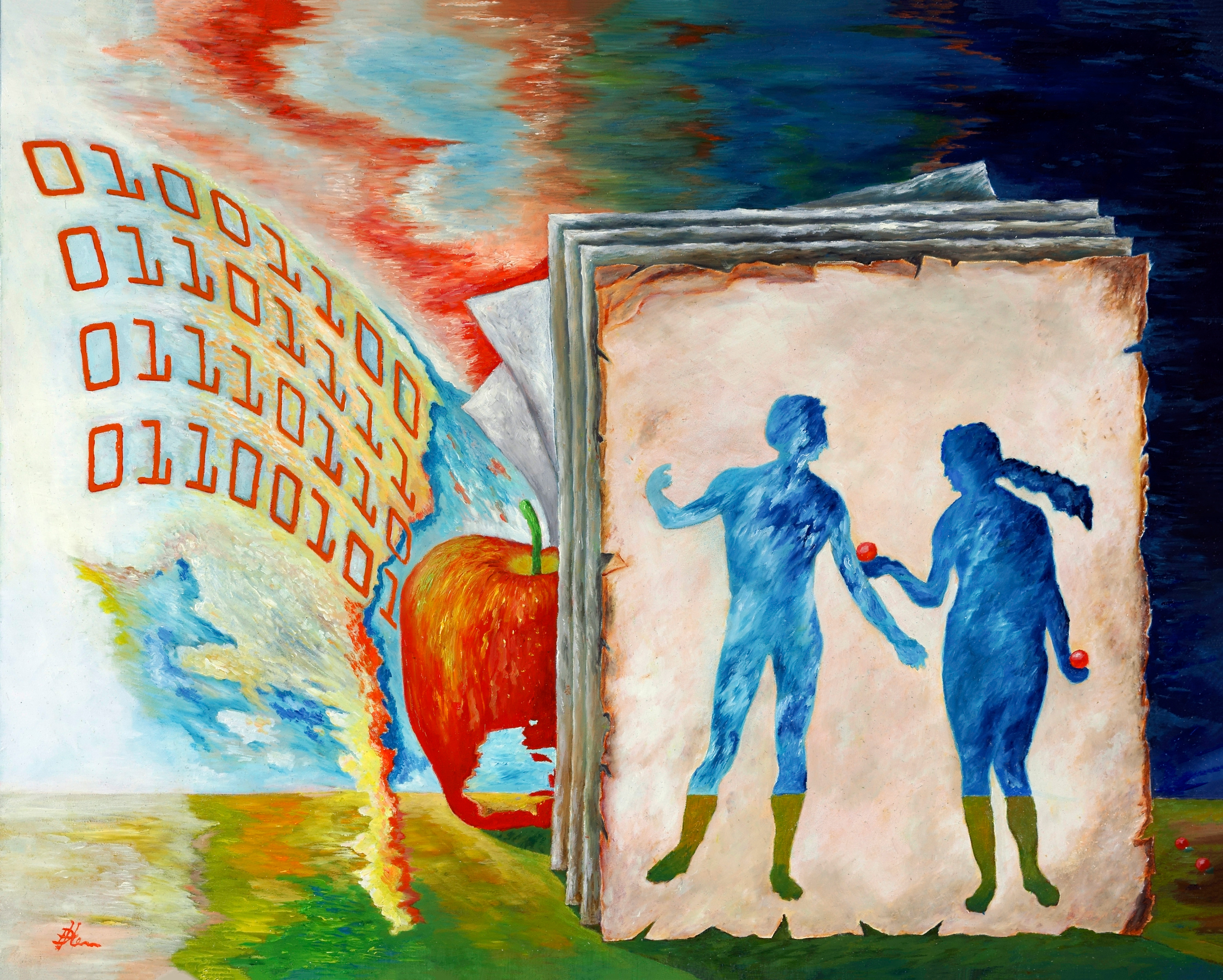
A Proliferação do conhecimento (2016) de Daniel Heller, representando o conhecimento codificado em lógica binária proliferando desde o momento alegórico, na tradição judaico-cristã, do surgimento do pecado pela curiosidade humana. Óleo sobre tela, acervo privado

A definição de conhecimento mais abrangente usualmente empregada é dada pela epistemologia das virtudes, que abarca tanto o que se chama "conhecimento por familiaridade" (acquaintance) quanto o "conhecimento proposicional". Tal diferenciação é recorrente na epistemologia e foi objeto de importantes análises no decorrer do século XX em trabalhos de Bertrand Russell, Gilbert Ryle, Karl Polanyi e outros. No primeiro caso, trata-se em geral de um saber-como (know-how) enquanto conhecimento direto das coisas em diferentes graus, enquanto o conhecimento proposicional é o conhecimento de alguma descrição em forma de crença relativa a uma pessoa, que tem conhecimento indireto sobre as coisas. Dentre esses dois tipos de conhecimento, tem centralidade na epistemologia o conhecimento proposicional na medida em que usualmente supõe-se que a realidade tem uma estrutura proposicional ou, pelo menos, que a proposição é a principal forma pela qual a realidade se torna compreensível à mente humana. Isso vale também para o historiador, a começar pelo fato de que quando lida com um passado distante não conseguirá experienciar de modo direto os fenômenos que estuda, o que põe em dúvida a possibilidade de conhecimento direto do passado. O conhecimento indireto (conhecimento proposicional) traz, entretanto, também várias questões filosóficas a serem resolvidas. Tradicionalmente a definição de conhecimento proposicional - por vezes atribuída ao diálogo Teeteto de Platão e reformulada após as críticas de Edmund Gettier em 1963 - é a uma crença verdadeira devidamente justificada ou crença verdadeira pelas razões corretas. Isso leva a algumas das perguntas fundamentais da epistemologia da história: como historiadores podem justificar ou embasar adequadamente suas crenças acerca do passado?, com que critério se pode determinar que uma crença é verdadeira em história? e no que consiste uma verdade histórica? 
Ao se buscar conhecimento indireto/proposicional do passado enquanto tentativa de produzir em uma historiografia um conjunto de boas crenças - sejam elas de análise ou de descrição cronológica - acerca do passado, usualmente historiadores justificam suas crenças utilizando-se de fontes e métodos de análise aceitos em seu lugar social de operação historiográfica. Nesse contexto, entende-se desde pelo menos Johann Gustav Droysen que o momento e local em que o historiador escreve interfere significativamente em sua produção historiográfica sem necessariamente impossibilitar o ganho cognitivo de sua história. História essa que, como afirmou Arthur Marwick, "sem análise, [...] é incompleta; sem cronologia, não existe". Assim, tanto para se formar uma cronologia quanto para se formar uma análise histórica, a fim de evitar que a interpretação das fontes seja meramente arbitrária, a operação historiográfica deve respeitar certos limites que Alfred Stern individualizou como sendo a lógica e o documento. Nesse contexto, por "lógica" entende-se tanto a lógica informal utilizada em argumentos do discurso corrente quanto a lógica formal e a matemática de maneira geral. Além disso, se a seleção dos fatos se faz orientada por uma interpretação particular deles ou uma teoria geral a respeito deles, que pode ser marxista, estruturalista, funcionalista, por exemplo, o valor do documento não pode limitar-se a ser uma ilustração dessa teorização. Antes, em alguma medida, o documento deve conservar a possibilidade de refutar teorias e interpretações previamente estabelecidas à operação de pesquisa; assim contemplando minimamente o critério da refutabilidade, um dos critérios clássicos de cientificidade originalmente proposto por Karl Popper. Contudo, para que esses documentos sirvam para justificar ou refutar crenças, eles devem ser submetidos à crítica documental com o intuito de avaliar externamente sua autenticidade e proveniência e, internamente, sua interpretação e credibilidade. Isso se faz necessário uma vez que não só as proposições proferidas pelos historiadores, enquanto intérpretes do passado, são submetidas à análise diante de "fatos" como também igualmente os relatos e teorias contidos nas fontes devem sê-lo, umas vez que são igualmente entendidos como um conjunto de proposições que requerem análise de conteúdo e forma.
Por outro lado, o tema da justificação de crenças diretamente por faculdades cognitivas, tais como a memória, a audição e a visão, também perpassa boa parte da historiografia desde Heródoto  A questão principal, nesse caso, é se o testemunho pode ser uma fonte primária de justificação ou somente uma fonte secundária. Para explicar questões como essa, Frederick Schmitt reconhece pelo menos três versões do que se chama socialismo epistêmico a fim de ampliar o escopo de justificação do conhecimento. A primeira chamada de socialismo direto, a qual afirma que as condições de justificação se referem a condições sociais, a segunda, o socialismo indireto, afirma que as condições que tornam uma crença justificada incluem condições sociais; por fim, o socialismo superveniente, que afirma que se subtraídas as condições sociais em certos casos de crença justificada, elas deixam de ser justificadas. Em particular quanto à justificação testemunhal, vale mencionar que há várias concepções, dentre as quais as principais são: a concepção de regras testemunhais, a concepção de razões transindividuais, a concepção de confiabilismo contextual, e a concepção da justificação testemunhal segundo a teoria das virtudes.
Além do uso de fontes primárias e secundárias na justificação historiográfica, outra tendência comum é justificar ou embasar crenças mediante aplicação de casos particulares de teorias já consolidadas acerca de fenômenos mais gerais normalmente estudados por outras disciplinas, como a sociologia, a antropologia ou a economia. Essa tendência, observa Alun Munslow, é especialmente influente entre os historiadores neo-marxistas, mas também em muitos outros, incluindo os derivados da Escola dos Annales. Algumas teorias externas às ciências históricas frequentemente utilizadas por historiadores como base de justificação para suas crenças são: a teoria da consciência coletiva da sociologia de Émile Durkheim, a teoria etnológica estruturalista advinda da antropologia de Claude Lévi Strauss e a teoria do desenvolvimento econômico do capitalismo a partir de Karl Marx.
Contudo, como não basta uma crença justificada para que algo seja denominado como conhecimento, seja ele concebido empiricamente de modo direto, por testemunho ou por sua conformidade a uma boa teoria, é preciso determinar a veracidade de tal crença. Isso porque o conhecimento - seja proposicional ou por familiaridade - é usualmente tido como um estado no qual se encontra uma pessoa em contato cognitivo direto ou indireto com uma porção da realidade. Assim, o significado do que seja uma crença verdadeira acerca do passado dependerá da teoria de verdade por trás da valoração. Mais especificamente, por conta do estudo do passado geralmente não atender aos critérios do conhecimento baseado no testemunho direto, historiadores e filósofos se dedicam sobretudo a entender se se pode relacionar ou não certas proposições a um passado real - obtendo conhecimento dele - ainda que o passado contenha ações e crenças de indivíduos em contextos sociais muito diversos. As teorias de verdade mais usuais para a historiografia são divididas em dois grupos. O primeiro deles abarca as teorias de verdade por correspondência em relação aos fatos, cuja definição de "fato" suporta algumas variações. O segundo as teorias de verdade por coerência em relação ao conjunto de proposições de uma historiografia ou conjunto de historiografias. Em ordem cronológica, alguns dos mais notáveis contribuidores para acentuar a importância de algum nível de correspondecialismo da verdade para a caracterização do conhecimento histórico foram Tucídides, Leopold von Ranke e Lubomír Doležel. Por outro lado, algumas grandes contribuições ao coerentismo na historiografia foram dadas por Benedetto Croce, Michael Oakeshott e Hayden White.  Em finais do século XX e início do XXI, o debate acerca da verdade para a caracterização do conhecimento histórico entre autores como Lubomír Doležel, Hayden White e outros está intimamente relacionado à comparação entre historiografia e literatura e às noções de factual e contrafactual.

### Escala
Devido à abrangência de certos fenômenos humanos no tempo, os historiadores veem-se forçados a serem seletos quanto às fontes e ao foco de seu estudo e ao escopo espacial e temporal do fenômeno estudado. Desse modo, a escala dos estudos historiográficos tornou-se um tópico importante para a filosofia da história particularmente a partir do século XX, quando alguns autores passaram a buscar uma escala moderada ideal para o estudo historiográfico enquanto outros defendiam uma teoria da explicação subordinada aos jogos de escala, como é o caso da proposta do estruturismo. Nessa proposta, o autor Christopher Lloyd acreditava ser somente ser possível colocar em pé de igualdade a relevância da atuação individual dos agentes históricos e da atuação estrutural das condições históricas para o entendimento de um fenômeno sem reduzir um tipo de atuação ao outro pelo estudo simultâneo entre macro e micro-escalas na historiografia. Assim, diferentes níveis de escopos espaciais e temporais correspondem a diferentes escalas da história, mas diferentes historiografias quanto ao escopo espacial/temporal podem ter o mesmo foco quanto ao objeto, tema ou problema.

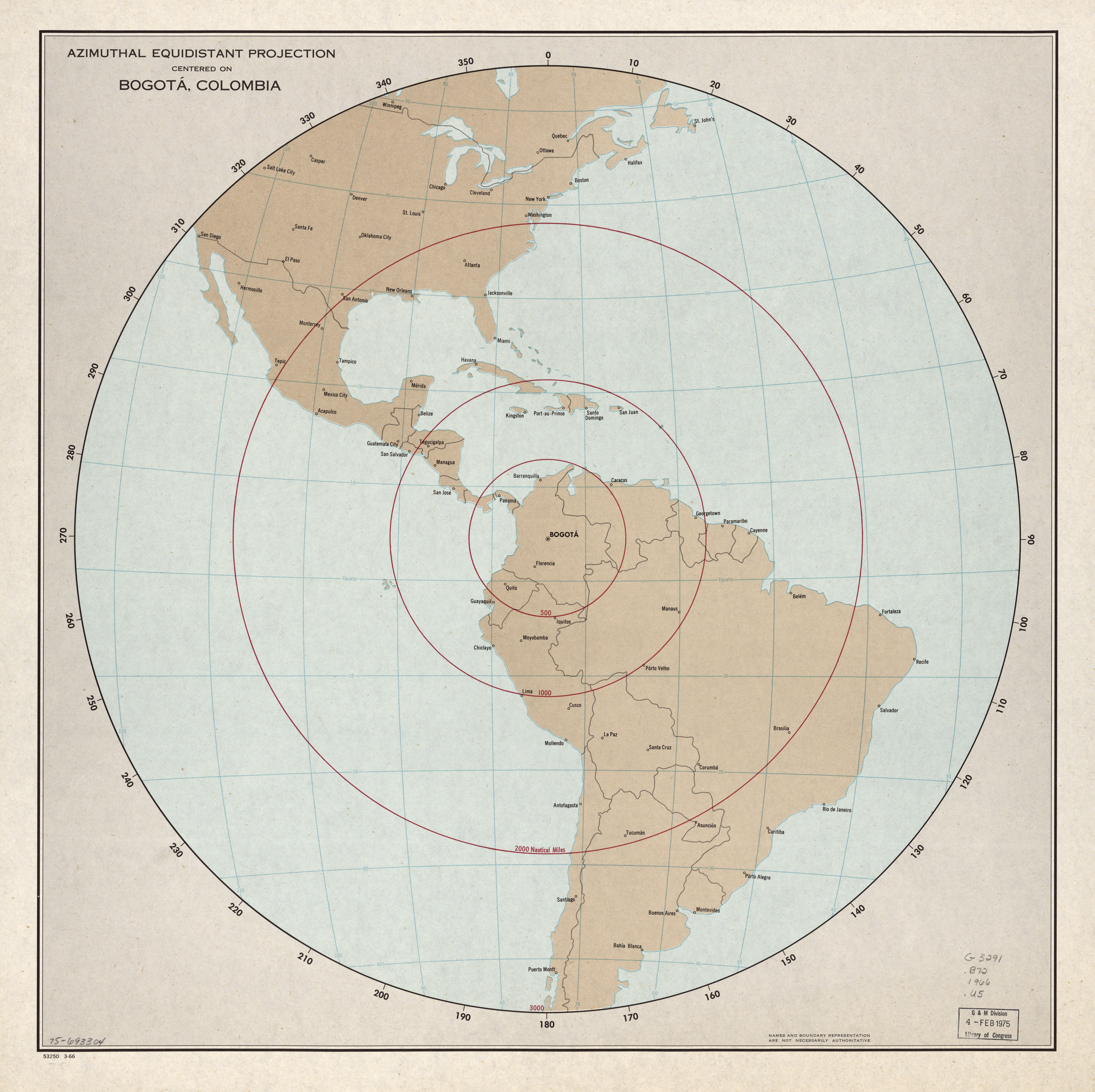
Projeção equidistante de Azimutal centrada em Bogotá, Colômbia. 3-66 (1966) de Central Intelligence Agency. Escala ca. 1:21,000,000 mostrando distância radial "53250", Library of Congress Web site

Historiografias que limitam o escopo de estudo à ação de um único indivíduo ou de um pequeno grupo de indivíduos em um curto período de tempo fazem uma abordagem de pequena-escala, onde elaboram um estudo bem detalhado ou até mesmo exaustivo dos fenômenos delimitados, o resultado de um estudo dessa natureza consiste em uma micro-história. No outro extremo do espectro das escalas, as macro-histórias caracterizam-se por narrativas que abrangem grandes populações frequentemente distribuídas em continentes diferentes e ao longo de toda ou grande parte da história humana. Grande-escalas podem ser definidas enquanto possuindo um escopo sobre um longo período e/ou um longo alcance geográfico. Levam em conta grandes características estruturais, processos e condições como resultados históricos e destacam grandes características estruturais dentro da ordem social como causas centrais dos resultados históricos observados. Geralmente estudos em grande-escala aspiram a alguma forma de generalidade comparativa em contextos históricos, tanto no diagnóstico de causas quanto na atribuição de padrões de estabilidade e desenvolvimento. Por outro lado, normalmente estudos em pequena-escala analisam peculiaridades de um período histórico que passam despercebidas em uma análise estrutural de grande-escala.
É possível ainda o emprego de grande-escalas mais moderadas de espaço e tempo cujo resultado é uma meso-história, que estuda geralmente décadas ou séculos, o espaço de macro-regiões, contextos nacionais ou contextos econômicos supranacionais. Na verdade, não há ainda uma definição precisa especialmente quanto ao espaço das meso-histórias. Roy Bin Wong e Charles Tilly mais particularmente definem esse escopo em termos de regiões supranacionais, enquanto que Kenneth Pomeranz argumenta também a favor de escalas sub-nacionais.
O uso de grande-escalas, tanto de macro-histórias quanto de meso-histórias, geralmente, de um ponto de vista temporal, está associado à longa-duração, abordando o desenvolvimento da grande-escala de uma região, nação ou civilização em particular, tratando de sua história populacional, história econômica, história política, história militar ou algum aspecto de seu desenvolvimento cultural, como o religioso. Por outro lado, com ênfase no aspecto espacial, o uso de grande-escala também é empregado na história global, que aborda as principais civilizações do mundo e suas histórias de desenvolvimento interno e interrelacional. Outra área historiográfica que emprega comumente uma grande-escala é a história comparada para evidenciar de forma mais ampla tanto contrastes (ou de contrariedade ou de contradição) quanto similitudes (ou análogas ou homólogas) entre instituições ou circunstâncias em contextos separados. Por fim, a maior das grande-escalas, a escala universal, é empregada na história universal desde autores iluministas como Voltaire, Joseph-François Lafitau e Montesquieu junto de uma abordagem comparativa a fim de averiguar características essenciais do homem social, constatar ou não leis históricas, e delinear o desenvolvimento da humanidade como um todo ou das civilizações em particular. Essa abordagem permita, por exemplo, a observação de picos de desenvolvimento civilizatório na humanidade e a discrepância entre o desenvolvimento de civilizações segundo certos parâmetros pré-fixados.

### Explicação
As teorias da explicação são elaboradas para compreender teoricamente o funcionamento de frases ou sentenças que respondem ao "por quê?" e que se pretendem, portanto, explicativas de algo. Nessa direção, uma explicação divide-se entre um explanans, enquanto conjunto de artifícios para se explicar algo (causa), e um explanandum, enquanto descrição do fenômeno a ser explicado (efeito). Na tradição hermenêutica em especial, diferencia-se desde Wilhelm Dilthey, a explicação (Erklären) da compreensão (Verstehen). No primeiro caso, busca-se causas suficientes - ou ao menos causas necessárias - para um certo evento. No segundo caso, busca-se diminuir o estranhamento ou fazer sentido entre decisões e comportamentos de agentes livres que contribuíram para a origem de um evento, revivendo ou reavaliando contextualmente suas razões e emoções.

Desde Aristóteles, na filosofia da ciência como também na filosofia da história em particular entende-se tradicionalmente por explicação de um fenômeno as causas mediante as quais foi possível ele ter sido gerado, tal como é definido e identificado. Isso não significa dizer que há uma uniformidade na natureza arregimentando uma causalidade inferida nas induções científicas, dado que a causação pode ser, seguindo David Hume, uma mera conjunção regular de fenômenos. Procurando, então, como relacionar eventos causais com eventos causados, geralmente as teorias da explicação seguem certa teoria de causalidade embora alguns autores recorram a outras noções, como de quase-causalidade.

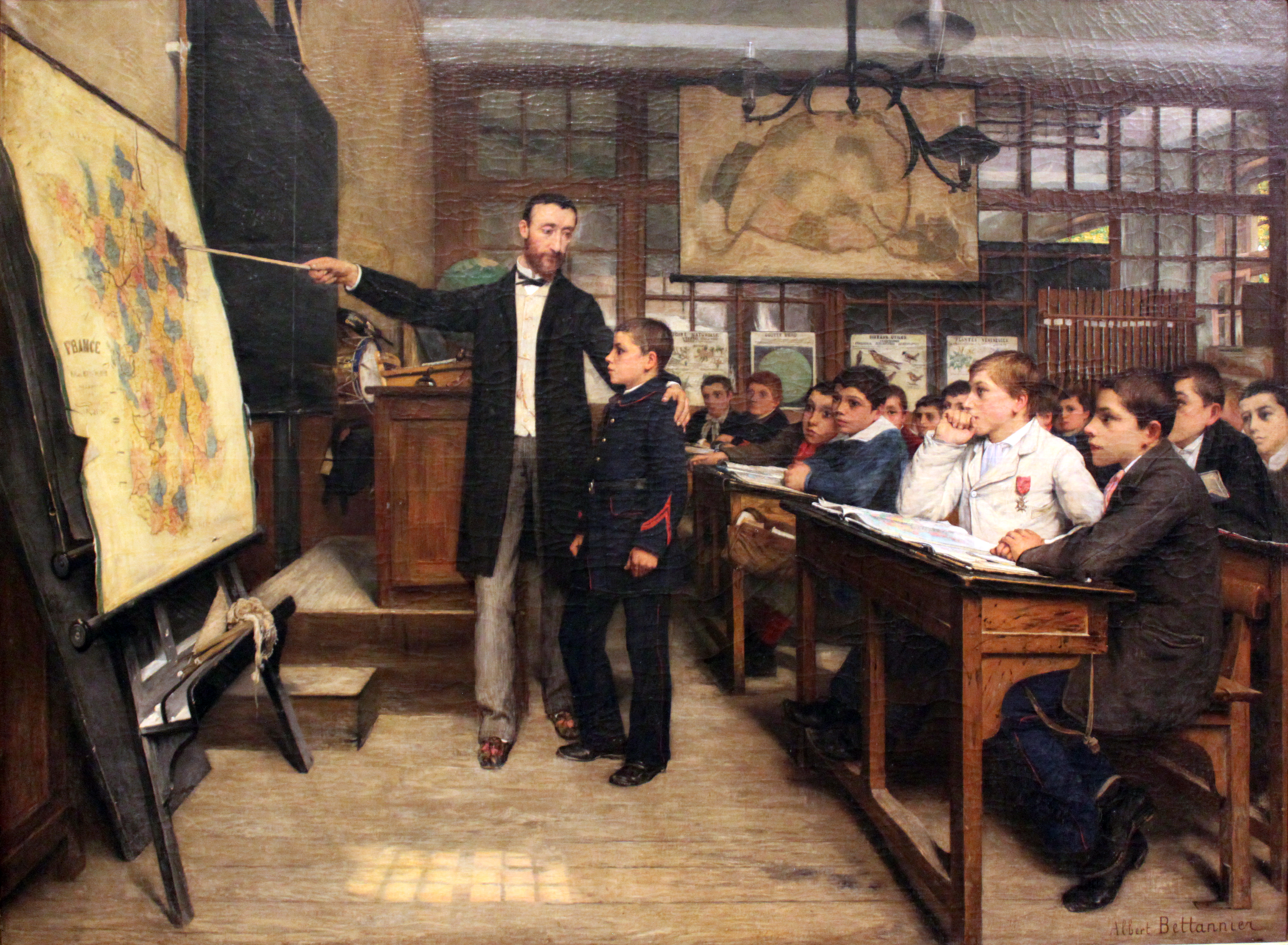
A Mancha Negra (1887) de Albert Bettannier, representando um professor explicando em sala a perda da região francesa da Alsácia-Lorena quando a região foi forçada a se render ao Império Alemão em 1871. Óleo sobre tela, Museu Histórico Alemão

As principais teorias de explicação na filosofia da história estão divididas entre: nomológicas, pragmáticas, genéticas, teleológicas e narrativistas. Teorias nomológicas da explicação têm seus principais representantes em Bertrand Russell e Carl Hempel, no começo do século XX. Elas partem do pressuposto de que explicar fenômenos não é de todo distinto de predizê-los, uma vez que entendem que a relação causa-efeito entre eventos é estabelecida por leis ou pelo menos regularidades dos fenômenos. Teorias pragmáticas caracterizam-se pelo reconhecimento de uma pluralidade de causas possíveis para se explicar um fenômeno e por uma flexibilidade contextual para se escolher entre elas quando da explicação da produção de um evento. As teorias genéticas, em especial a de Walter Bryce Gallie em Explicações em História e as Ciências Genéticas (1955), colocam que a historiografia e as ciências históricas em geral não precisam necessariamente do exame de regularidades, uma vez que suas explicações se pretendem reconstruir a evolução de determinado segmento do mundo, e não os predizer, pelo que resulta que não precisam apresentar causas suficientes para algum fenômeno. Basta, como em vários casos da geologia e da evolução biológica, apresentar causas necessárias prévias para o surgimento de tal ou qual evento em processo histórico, constatando ou supondo, assim, continuidades e tendências na sucessão dos eventos. As teorias teleológicas, porém, priorizam a intencionalidade para explicar atos de agentes históricos. Elas foram desenvolvidas a partir da ideia de compreensão (Verstehen) de hermeneutas e idealistas como Dilthey e R. G. Collingwood, que se opunham aos modelos de explicação das ciências naturais para as ciências do espírito (Geisteswissenschaft). Teorias, como as de William Dray, substituem a relação empática ou psicológica pressuposta pelos primeiros hermeneutas por uma relação de causação intencional relativa às causas finais por trás de um evento. Por fim, destacam-se ainda as teorias narrativistas, elaboradas no final do século XX, por figuras como Arthur Danto, um dos primeiros defensores de uma interpretação narrativista da história, Hayden White e Paul Ricoeur. White defendia que uma explicação e uma narrativa reflete modos diferentes de dar significado narrativo concatenando eventos, que se dividem em diferentes tipos de argumentação formal, implicação ideológica e elaboração de enredo. Nesse problema de fronteiras narrativas entre historiografia e literatura, Ricoeur procurou defender uma particularidade da explicação na intriga historiográfica que a distingue da literária a partir da teoria da imputação causal singular proposta por Max Weber e desenvolvida por Raymond Aron.
Entre as teorias nomológicas e genéticas, baseadas em ciências naturais, e as teorias teleológicas, focadas para ciências humanas, surgiram no decorrer do século XX propostas conciliadoras. A teoria do estruturismo, por exemplo, proposta por Christopher Lloyd critica tanto abordagens teleológicas individualistas quanto as abordagens nomológicas holísticas para explicar fenômenos históricos. Assim, Lloyd denomina estruturismo uma abordagem de reciprocidade entre as condicionantes individuais, ou seja, as estruturas e as atuações individuais que reproduzem e transformam essas estruturas. Desse modo, a possibilidade de explicação histórica para Lloyd está subordinada à possibilidade de um jogo de escalas entre o macro e o micro na historiografia. Semelhante à proposta de conciliação feita pelo estruturismo, a teoria pragmatista da explicação, cujo principal expoente é Bas van Frassen, entende que a explicação depende de considerar um tópico, uma relação-de-relevância e as classes-de-contraste que estiver em jogo para ser explicado no devido contexto. Assim, é possível explicar tanto por causas finais quanto por leis e regularidades, ou mesmo por outros meios, e, mesmo quando a aplicação de uma lei ou regularidade resulta numa boa explicação, isso não ocorre apenas em virtude de seu poder explanatório, mas antes em virtude do contexto em que é utilizada.

### Leis
Na filosofia da história do século XIX, Augusto Comte defendeu uma teoria progressista da história, mas procurou fazê-lo suprimindo as reivindicações por estudos acerca de causas finais nas ações humanas. Julgou que a historiografia, como qualquer ciência empírica, deveria se limitar ao âmbito dos fatos observáveis, e o mesmo apontamento valeria para a compreensão dos fenômenos mentais. John Stuart Mill ocupou-se em conciliar a causalidade dentro de leis empíricas sem negar de todo o livre arbítrio humano, mostrando que, apesar das ações humanas possuírem o esforço consciente de seus respectivos agentes entre suas causas, mostrando certas reações diferentes aos mesmos estímulos internos e externos, esse esforço estaria fortemente limitado aos fatores psicológicos e etológicos. Nesse sentido, Comte e Mill concordam que seja possível extrair ao menos regularidades tanto no âmbito da estática social (condições sincrônicas de equilíbrio) quanto na dinâmica social (condições diacrônicas de movimento). Karl Marx, por sua vez, procurou conciliar a dialética histórica de Friedrich Hegel sob bases empiristas de causalidade semelhantes as de Comte e de Mill ao mesmo tempo em que concedia ao humano algo de particular em relação aos demais animais, aquilo que estaria no domínio de seu trabalho. 

Comparação de crescimento populacional pelo desenvolvimento dos países (2002) de World Population Prospects, gráfico representando uma tendência de maior crescimento populacional em países subdesenvolvidos iniciada por volta de 1950

No século XX, por sua vez, as leis históricas foram extensamente debatidas não só enquanto leis de desenvolvimento de fenômenos humanos, como concebido por Hegel, Marx, Arnold Toynbee e outros, mas sobretudo enquanto meios para se explicar fenômenos históricos, passando a serem chamadas de leis explanatórias para a historiografia. Esses debates estão diretamente relacionados às teorias nomológicas da explicação propostas pelos chamados positivistas lógicos e seus opositores. O principal proponente da aplicação dessas teorias para a historiografia foi Carl Gustav Hempel, o qual argumentava a favor do modelo nomológico-dedutivo (D-N model) para a explicação vigente em quaisquer ciências. Tal modelo inicialmente aproximava as noções de "explicar" e de "prever" ao sustentar que as premissas explanatórias que sustentavam uma conclusão da explicação continham suas causas suficientes. A suficiência das premissas no explanans de uma explicação, nesse sentido, seria garantida por um conjunto de causas e um conjunto de leis que, uma vez relacionadas às causas, invariavelmente forneciam a conclusão no explanandum da explicação. Deve-se observar ainda que a explicação científica hempeliana tinha entre seus requisitos a verificabilidade dos enunciados de leis explanatórias. Entretanto, a verificação rigorosa de um enunciado universal - utilizado em leis explanatórias - é, por razões lógicas e metodológicas, bastante questionável para as ciências em geral e para as ciências humanas em particular, uma vez que pressuporia, por exemplo, testar todas as instâncias aplicáveis à lei, o que é inviável para várias ciências e, no caso de uma ciência acerca do passado, até mesmo impossível. Razão pela qual alguns positivistas lógicos, como Rudolf Carnap, posteriormente substituíram tal requisito pela confirmação baseada em probabilidade lógica, mas que também trouxe seus problemas próprios. 
Em vista de facilitar a caracterização das leis explanatórias, tornando-as leis probabilísticas baseadas, por exemplo, em generalizações estatísticas, posteriormente alguns autores, como Wesley C. Salmon, desenvolveram o chamado Modelo de Relevância Estatística (S-R model). Entretanto, uma lei estatística (statistical law), como passou a ser chamada e utilizada na filosofia da história, era pouco aplicável na historiografia, senão em algumas áreas específicas, como para história populacional, dada a dificuldade de se obter ou organizar grandes amostragens quantitativas ou atribuir-lhes tendências em vários ramos da historiografia. Assim, se as leis estatísticas são menos ameaçadoras aos defensores do livre-arbítrio humano - uma preocupação na filosofia da história desde pelo menos John Stuart Mill - também as leis universais parecem adequar-se mais facilmente ao aspecto formal de uma parcela maior de explicações historiográficas.
Tanto em D-N model quanto em S-R model, duas questões surgem para os filósofos da história: as explicações históricas podem ser completas ou no máximo podem conter, como chamou Hempel, um "esquema de explicação" (explanation sketch)? E existem regularidades ou generalizações de tipos adequados disponíveis para sustentar leis sociais ou históricas? Quanto à primeira questão, por um lado tem se argumentado que geralmente as "explicações" fornecidas por historiadores até agora são radicalmente defeituosas, mas, por outro lado, observou-se que há explicações históricas que, ainda que incompletas, são claramente melhores do que outras do ponto de vista do uso de leis, o que sugere que as explicações dos historiadores podem se tornar mais completas ao menos em alguns casos. Quanto à segunda questão, opositores ao uso de leis frequentemente alegam que generalizações e regularidades frequentemente acabam sendo ou falsas ou não-universais ou, quando são suficientemente resistentes, não passam de enunciações triviais como de que "se de dois exércitos igualmente bem armados e liderados, temos um com tremenda superioridade nos homens, então o outro nunca vence", mas, por outro lado, os defensores das leis têm procurado esclarecer que leis explanatórias não precisam ser absolutas - como comumente não o são em outras ciências -, mas sim generalizações ou regularidades bem embasadas que estão postas em contextos específicos, e nesses contextos podem ser bem empregadas para explicações. É nesse sentido que, por exemplo, quando Michael Oakeshott afirma que "todos os parlamentos da Reforma estavam lotados" ele está fazendo um enunciado universal mas não sobre membros de uma classe aberta, e sim uma classe fechada circunscrita em um contexto, podendo servir para explicar fenômenos particulares dentro de seu escopo. Desse modo, como argumentaram Patrick Gardiner e outros, generalizações assemelhadas a leis (lawlike generalisations) e mesmo meros resumos (summaries) podem figurar em explicações históricas.

### Narrativa
A narrativa dentro da filosofia da história ganhou destaque a partir da década de 1960, inicialmente apenas como uma categoria de explicação, que geralmente é entendida como um modo de dar sentido a um evento a partir de relações de causa e efeito. Entretanto, partindo do pressuposto de que uma historiografia não contém apenas explicações, a narrativa histórica começou a ser investigada em outros níveis. Analogamente, as sentenças narrativas, ainda que sejam componentes básicos de uma narrativa histórica, passaram a ser vistos não como seus únicos componentes nem necessariamente como os mais importantes. Para além das frases ou sentenças narrativas, Gallie, por exemplo, procurou analisar o que há nos textos que possibilitam seu acompanhamento pelo leitor (followability). Ademais, a narrativa na filosofia da história começou a ser abordada em perspectivas ontológicas diversas: narrativa histórica enquanto história de ações humanas no passado, por Frederick A. Olafson em Narrative History (1995), seguindo um realismo histórico; ou narrativa histórica enquanto histórias que os historiadores constroem refletindo suas próprias perspectivas e experiências da vida humana, por David Carr em Narrative and the Real World (1986). Ainda, após a virada linguística, a narrativa histórica foi longamente debatida na perspectiva de poder ser uma construção segundo critérios protolinguísticos, definindo-se a história como um tipo específico de narrativa literária sobre o passado.

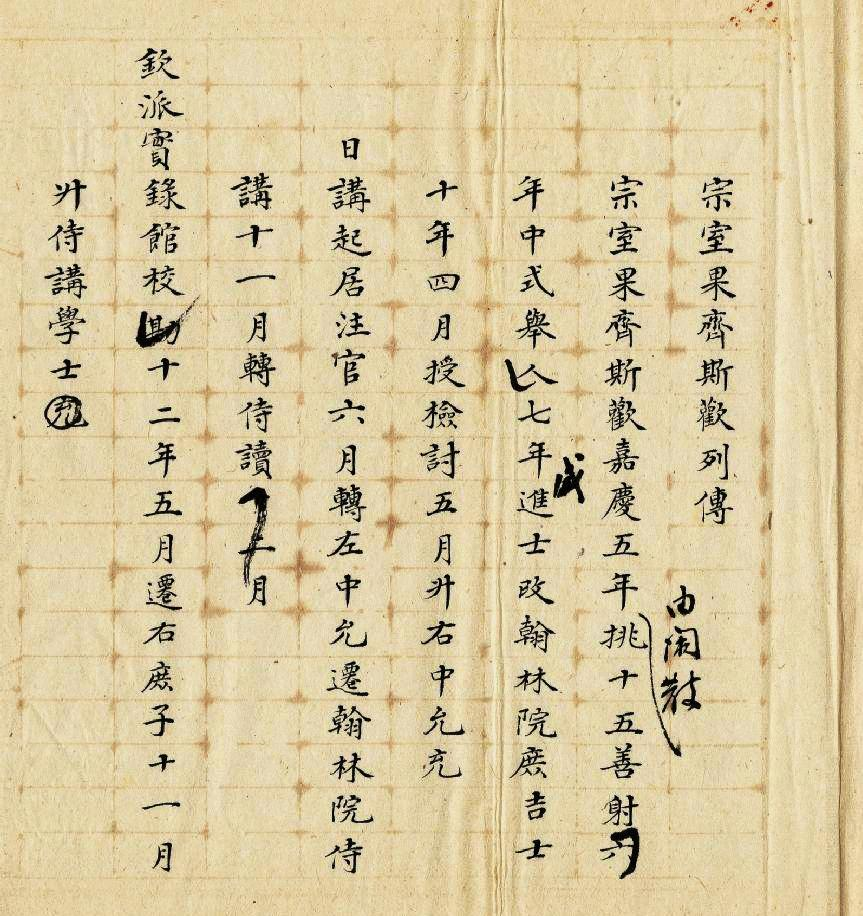
Página de uma biografia de Guoqisihuan, feita durante o período Daoguang (1821-1850). Arquivo do Instituto Nacional de Qing mantido pelo Museu do Palácio Nacional

Já na visão de Jörn Rüsen, a narrativa histórica é um processo criativo na mente do historiador que busca dar sentido às experiências humanas no tempo. Assim, o problema de tal definição, tanto para a história quanto para a filosofia da história, seria saber qual a especificidade da narrativa histórica frente às outras narrativas e se esta realmente existe. Uma das soluções mais tradicionais a este problema é a colocação de que a narrativa histórica tem compromisso com os fatos históricos e não com ficções. Seguindo a mesma perspectiva, Paul Ricœur, por exemplo, diz que a diferença entre a narrativa histórica e a narrativa de ficção é que a primeira se ocupa dos fatos acontecidos na hora de compor a sua intriga. Já para Rüsen, a narrativa histórica está ligada à memória do passado, dando coerência às experiências do presente e significando as expectativas do futuro. Ela relaciona o passado, presente e futuro e ajuda o leitor a produzir sua própria identidade. Hayden White apresenta uma perspectiva diferente, já que para ele a historiografia não se diferencia da literatura de ficção histórica. Em "O texto histórico como artefato literário" (1974), White alega que a história possui mais semelhanças com a escrita literária do que com as ciências no geral. Para o autor, isso se justifica porque a escrita da história se dá da mesma forma que a escrita de uma ficção. Dessa forma, conclui que os fatos históricos não falam por si só, mas é o historiador que cria um sentido para os eventos através de recursos linguísticos, estabelecendo um enredo entre os eventos para eles se tornarem coerentes.
Já de um ponto de vista do pacto entre leitor e obra, é possível aplicar a distinção de Karl Heussi entre a representação enquanto algo que representa no sentido de "estar no lugar" (Vertreten) e o sentido de representar enquanto "criar para si uma imagem mental de uma coisa exterior ausente" (sich Vorstellen). Com essa distinção, segundo Ricœur, os vestígios do passado exercem uma função de locotenência ou "representância" (Vertretung) "valendo pelo" passado, para que se possa diferenciar a historiografia da ficção, uma vez que as ficções, como criações literárias, não têm ambição de constituir narrativas que correspondam a potencialidades reais de passado, tal como seria o caso da historiografia. Nesse sentido, o estabelecimento do fato histórico com base no documento, por um lado, exprime o estatuto epistemológico do conhecimento proposicional relativo a fatos históricos que só podem ser verdadeiros ou falsos.
Dentro do realismo histórico, diferente de White e Ricœur, que ainda entendem a narrativa como uma representação parcial da realidade, Carr afirmou que não existe uma descontinuidade entre a narrativa e a realidade, pois narrativa e realidade possuem uma convergência de forma. Para Carr, a narrativa é uma característica da vida do próprio sujeito já que é o ato de narrar entrelaçando a própria ação. Assim, a narrativa se torna um processo que até mesmo antecede o processo epistemológico ou estético. De mesma forma, o processo narrativo da história é uma continuação das principais características do evento histórico.
Para a semântica de mundos possíveis é possível ainda contrastar os mundos da ficção histórica com os mundos da historiografia. Doležel, nessa direção, propôs as seguintes delimitações. Primeiramente que nenhum mundo possível onde contrapartes de personagens históricas coabitam com personagens ficcionais é um modelo adequado do "passado real". Depois que somente os criadores de ficção podem praticar uma semântica radicalmente não-essencialista, pois possuem liberdade para alterar quaisquer propriedades de personagens históricas em um mundo ficcional. E, por fim, somente os mundos ficcionais são essencialmente ou ontologicamente incompletos, devido à primazia das escolhas estéticas nos escritos. Embora também o historiador faça escolhas estilísticas, os mundos históricos são apenas epistemologicamente incompletos, na medida em que sua incompletude decorre de uma seleção de fatos relevantes para a pesquisa e também devido a uma limitação tanto de processamento quanto de informações extraíveis de fontes e métodos limitados no presente.

### Objetividade
O ideal de objetividade visa assegurar que as conclusões de pesquisa possam ser reconhecidas pelos pares e que suas ideias e escritas possam ser revisados adequadamente por pessoas competentes no assunto dentro da comunidade a que pertence, possibilitando um livre consenso intelectual. Tal consenso, entretanto, não é um fim em si mesmo nas ciências na medida em que sozinho não garante o conhecimento, e, ainda assim, pode-se ter consenso e conhecimento em uma comunidade sem que diga respeito a realidade. Um exemplo disso é a veracidade de que Sherlock Holmes mora em 221B Baker Street. Além disso, embora o tema da objetividade esteja tradicionalmente vinculado ao conhecimento, uma vez que a teoria das virtudes tenha aproximado a epistemologia da ética, ultimamente autores como Bernard Williams têm reivindicado uma dimensão ética da objetividade, a qual tem sido aplicada para a historiografia. Nesse sentido, Williams distingue duas "virtudes da verdade" básicas: sinceridade e precisão.

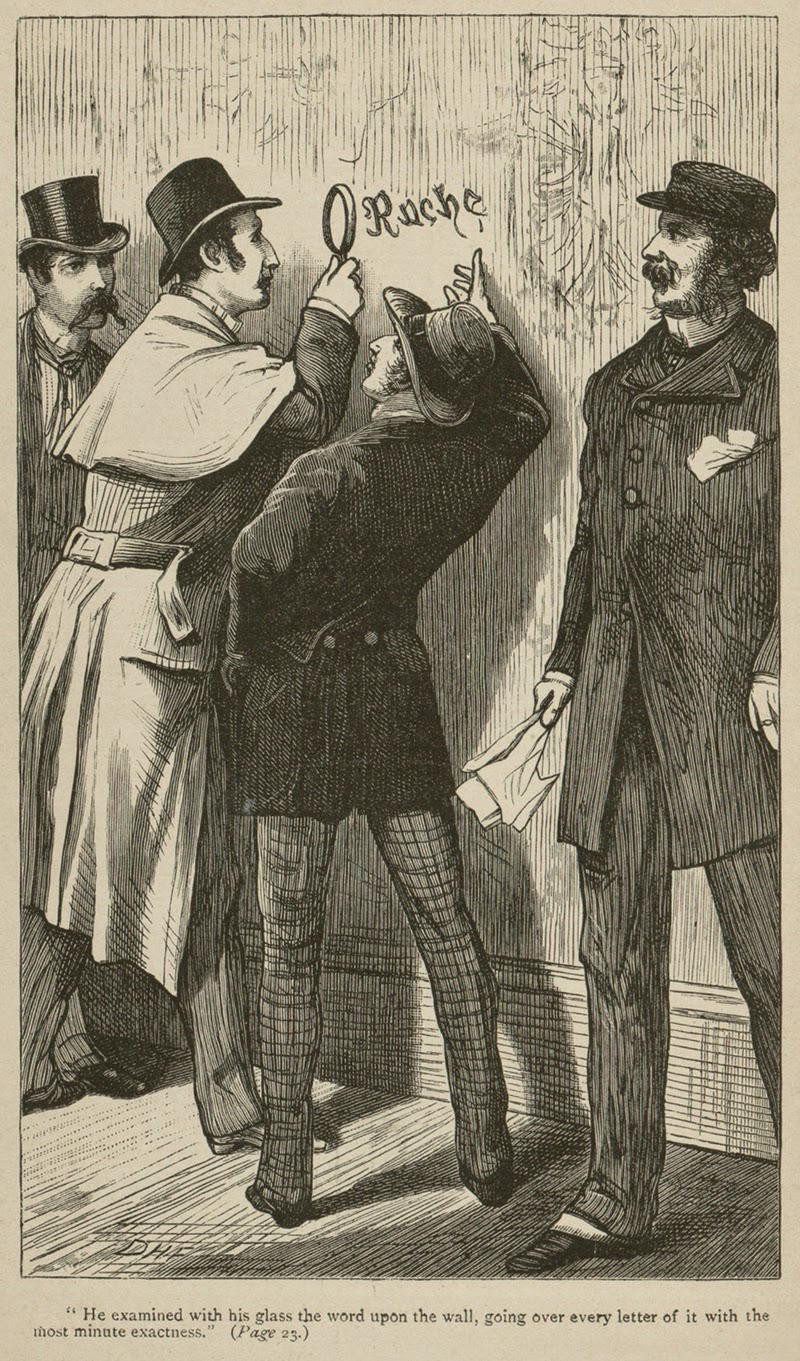
Arthur Conan Doyle, Um Estudo em Vermelho (1887) de David Henry Friston, representando personagens da obra homônima. Na imagem, Sherlock Holmes usa uma lupa com o objetivo de, ao lado do raciocínio dedutivo, basear sua interpretação de uma fonte acerca do caso investigado e criar um consenso em torno dela

O ideal de objetividade em uma comunidade científica possui alguns pressupostos. Dentre eles a afirmação de que "proposições objetivas" devem ser usadas pelos cientistas enquanto expressões cujo conteúdo seja analiticamente claro para todos aqueles competentes no assunto que vieram a investigá-lo possam aceitá-las ou refutá-las. Esse requisito viabiliza a pretensão comunitária da objetividade nas ciências. Este ideal de objetividade é frequentemente posto em relação ao real tal como a subjetividade está para o âmbito do mental. Contudo, como mostrou Charles Sanders Peirce, o objetivamente real não é necessariamente o que elimina o mental, mas o que elimina particularidades individuais através de prolongada comparação de pontos de vista pela comunicação adequada em uma comunidade científica.
Na filosofia da ciência "objetividade" faz referência tanto a uma propriedade do conhecimento produzido pelas ciências como a uma atitude e um modo de proceder dos cientistas. O termo denota a pretensão, por parte da atividade científica, de adequar-se ao objeto do conhecimento mediante certa estratégia cognitiva de controle intersubjetivo das afirmações e sob a condição de anular ou pelo menos controlar os elementos de valor puramente pessoal e subjetivo. Nessa caracterização, a objetividade possui uma dimensão epistemológica, metodológica e axiológica que passa pelo realismo, pela publicidade e pela neutralidade. Tal classificação reflete três sentidos de objetividade reconhecidos por Adam Schaff: "o que provém do objeto", "o que é válido para todos" e "o que é livre de emotividade". Nesses termos, um historiador procede objetivamente se seu estudo reflete o fenômeno histórico estudado, se as fontes de acesso ao fenômeno e os argumentos são acessíveis a seus leitores ou a seus pares na comunidade científica, e se seus valores pessoais não afetam significativamente seu viés de pesquisa.
Dada a satisfação ao menos parcial desses critérios, desde Johann Gustav Droysen, compreende-se que aceitar proposições objetivas na historiografia não implica aceitar "fatos puros", inquestionáveis, que refletem uma realidade assegurada do passado. Em outros termos, mesmo que uma verdade "objetiva" (nesse sentido realista) do passado seja inalcançável em absoluto, os métodos do historiador - e acima de tudo a consciência do historiador sobre as limitações desses métodos - permitem uma autonomia do objeto diante do historiador e, consequentemente, qualificam a história científica como objetiva uma vez que lhe conferem fatos, mesmo que provisórios, para o critério com os quais precisa modelar sua pesquisa. O historiador, assim, pode ser objetivo em sua ciência se não ceder à tentação de generalizações prematuras ou à edificação de interpretações às custas de fatos duramente conquistados pela crítica de fontes (Quellenkritik). Desse modo, a seleção das fontes está no ponto de partida da atividade do historiador pelo que considera "mais importante" para explicar um fenômeno ou responder uma pergunta. Como observou Frank Cunningham, essa prática contém sinais de subjetivismo somente quando se nega a possibilidade de uma discussão racional dos critérios de seleção ou classificação.
Um segundo momento em que a questão da subjetividade aparece é durante a "interpretação histórica". Nessa expressão, Charles Frankel distinguiu três modos de interpretar historicamente um evento. O primeiro deles é apontar uma variável ou grupo de variáveis como agentes causais mais importantes na determinação do evento, algo especialmente comum entre os adeptos do materialismo histórico. O segundo é ver esse evento dentro da história toda como servindo a um único desígnio, especialmente comum entre os adeptos de teleologias da história. Por fim, caberia definir as consequência terminais do evento ou do conjunto de eventos. Nesse último sentido, é possível admitir a legitimidade objetiva de mais de uma interpretação de um mesmo período desde que não forneçam narrativas incompatíveis de exatamente os mesmos fatos. Quando são incompatíveis, porém, é preciso escolher "melhores" interpretações, o que significa também observar critérios para tal. Frankel destaca os mais comuns entre os historiadores: o interesse do pesquisador, a fecundidade teórica da interpretação para explicações posteriores e o valor prático das consequências terminais para alguma prática ou programa político e/ou ético. Dentre esses critérios, o da fecundidade teórica é claramente mais afeito à ciência, mas sua conjunção com os outros, desde que avaliada criticamente, não necessariamente minará a possibilidade de uma interpretação objetivamente legítima. Seja para os critérios de "maior importância", seja para os critérios de "melhor interpretação", há lugar para o que Paul Ricœur considera uma "boa subjetividade" que contribua para a objetividade histórica, o que não se confunde com uma "má subjetividade" relacionada à parcialidade ou à especulação sem bases empíricas apropriadas.

### Tempo histórico
O tempo histórico é um dos principais temas dentro da filosofia da história, sendo abordado claramente desde filósofos antigos e medievais como Aristóteles, Políbio e Santo Agostinho de Hipona. A importância do tema entre historiadores surge na medida em que a historiografia em geral pressupõe que existe um passado onde pessoas agiram e tiveram experiências. Se não existisse esse passado, o conhecimento histórico seria impossível. Tal importância e longa tradição acerca do tema, levou a um tratamento fragmentado do tempo histórico, uma vez que se perceberam problemas de aspectos muito diversos que tangenciavam esse conceito. Assim, o conceito de tempo é estudado pelos filósofos da história em diferentes perspectivas. Uma ontologia do tempo, por exemplo, é uma descrição do que consiste o tempo, ou seja, uma definição sobre o que o tempo é a partir de uma ou mais entidades que o formam, sendo o tempo histórico, enquanto uma concepção de tempo em particular, definida como uma dimensão separada do espaço. Além disso, as ciências históricas trabalham com o tempo histórico junto com processos naturais que evoluem de maneira irreversível, como, por exemplo, o processo do envelhecimento. Para além dos debates acerca da ontologia do tempo histórico, em sentido estrito, vale ao menos mencionar que debates mais amplos acerca da metafísica do tempo histórico englobam também outras questões como o determinismo ou não do passado, o permanentismo ou não das entidades temporais e as noções temporais de necessidade e possibilidade.
Outra forma de se estudar o tempo histórico é através das lógicas do tempo, que buscam descrever como ele é ordenado e se relaciona com sentenças que usam noções de tempo. Por sua vez, os filósofos da histórica quando se ocupam de problemas lógicos relacionados ao tempo, estão se referindo ou a questões de como indexar certas proposições no tempo ou a questões acerca da ordem do tempo histórico, essas últimas que remontam a pelo menos Anaximandro de Mileto. De modo geral, os primeiros filósofos gregos, como Heráclito, e mesmo Platão, parecem ter defendido, por exemplo, um tempo cíclico, embora a mesma concepção não tenha sido corrente entre os historiadores da época. O tempo cíclico é ainda frequentemente relacionado ao tempo mítico, como entre os maias, que tinham uma visão de tempo cíclico em um movimento eterno, e à religião jainista, onde a concepção de tempo e história também é entendida como cíclica, havendo um período de decadência da humanidade (avasarpini) e de ascendência (upsarpini), seguindo uma sequência eterna de degradação da moral humana e de sua reestruturação. Mais adiante, a influência do cristianismo na antiguidade tardia e na Idade Média levaram filósofos como Agostinho a defenderem uma ordenação linear e finita para o tempo histórico, determinando-o pela vontade de Deus e culminando no fim de tudo, mas que não necessariamente é teleológico. A partir do XX, outra ordenação que se tornou comum para o tempo histórico é a de um tempo ramificado, em vista de defender um indeterminismo ontológico ou epistemológico de certos fenômenos no tempo. Tal ideia de pluralismo de ramos do tempo histórico também possui paralelo com várias críticas de Walter Benjamin à concepção tradicional segundo a qual os fenômenos históricos estão localizados em um trajeto linear irreversível. Ernest Bloch, em A herança de nossos tempos, propôs a noção de não-simultaneidade (Ungleichzeitigkeit), justamente para dar conta da presença de fenômenos não contemporâneos atuando no presente. Na segunda metade do século XX, Reinhart Koselleck desenvolveu o problema a partir do conceito de estratos do tempo com o objetivo de superar as visões cíclicas e lineares, que seriam, segundo ele, incapazes de ilustrar os reveladores fenômenos de não simultaneidade.
No século XX, com o surgimento das primeiras lógicas formais do tempo em Time and Modality (1957) do filósofo e lógico Arthur Prior, as diferentes concepções da ordenação lógica do tempo histórico, como as mencionadas acima, passaram a ser descritas em estruturas matemáticas ligadas à semântica da lógica modal. Tais sistemas são utilizados desde então pelos filósofos da história para modelar teorias históricas, arregimentar conceitos temporais, compreender a causalidade, indexar sentenças temporais, entre outros usos, além do fato de tais lógicas possuírem aplicações extra-filosóficas. Nesse âmbito, as sentenças lógicas mais usadas em narrativa historiográfica requerem uma operação lógica de relação binária entre dois momentos no tempo. Essas sentenças são especialmente importantes para os defensores das teorias narrativistas, pois trata-se das "sentenças narrativas" definidas pela primeira vez por Arthur Danto como sentenças que se referem a, ao menos, dois eventos temporalmente separados e descrevem o evento anterior.

Angelus Novus (1920) de Paul Klee, representando um anjo que parece querer afastar-se de algo que ele encara fixamente, em particular, na interpretação de Walter Benjamin, encarando um passado aterrador enquanto uma tempestade (chamada "progresso") leva-o para o futuro às suas costas

 Em paralelo, o estudo a teleologia do tempo histórico busca investigar a finalidade para a qual se direcionam os fenômenos históricos. Na perspectiva de Samuel Moyn, as filosofias da história cristã e judaica já produziam uma teleologia histórica, já que concebiam a finalidade da história estudando seus eventos próprios, indo além do que estava nas Escrituras. Dentro da orientação cristã e judaica a história era a história da salvação da humanidade, ela possuía um sentido, o sentido das vontades de Deus. Inicialmente, as interpretações judaicas desse tempo histórico estavam diretamente ligadas a um sentido apocalíptico, aonde as mudanças da história eram tidas como abruptas, revolucionárias, e o fim era apenas de responsabilidade e conhecimento divino. Posteriormente, filósofos como Agostinho serão responsáveis pela distanciação dessa visão apocalíptica, compreendendo o tempo histórico até o seu fim como evolutivo, e não revolucionário. No geral, uma das maiores contribuições das filosofias cristã e judaica para a história foi pensar temporal e teleologicamente as situações e as pessoas, além também de darem uma nova base a divisões do tempo histórico em eras, idades e períodos.
Outra perspectiva teleológica do tempo de forte influência na filosofia da história ocidental é a dos iluministas franceses, como Voltaire, Jean d'Alembert e Marquês de Condorcet. Ainda confiando em um propósito para o curso histórico, os iluministas colocaram o desenvolvimento da razão da humanidade como o sentido da história. Nessa perspectiva, diferente da cristã, os franceses colocavam o homem como agente imerso a esse processo inevitável, sendo-lhes perceptível na Era Moderna os avanços da consciência política, sobretudo pela Revolução Francesa, e também os avanços científicos e tecnológicos da época. Na Alemanha, podemos ressaltar a teleologia na filosofia da história de Immanuel Kant e Friedrich Hegel. Kant partilhava da ideia iluminista de um progresso da razão humana, mas a sua razão estava diretamente ligada à capacidade do homem de tomar suas decisões mediante um ponderamento racional. O quesito teleológico de Hegel, por sua vez, traz algumas características da teleologia kantiana, sendo o progresso do tempo e da história direcionado para a liberdade, mas diferencia-se de Kant no sentido de que o processo também é caracterizado pela realização da liberdade.

Outra possibilidade de investigação do tempo histórico está em sua fenomenologia. Dentro da filosofia da história, o tempo histórico fenomenológico geralmente é associado ao conceito de historicidade, que é a própria consciência e experiência do homem diante do mundo histórico. Desde Agostinho, pode-se encontrar algo como um tempo histórico fenomenológico já que fala do tempo como algo percebido pela alma. Essa perspectiva de tempo como percepção do indivíduo será desenvolvida pelos fenomenólogos do século XX. Entre as propostas sobre tempo de Paul Ricoeur, podemos assinalar duas características importantes para a filosofia da história, sendo a união entre tempo e narrativa, e a formação do tempo calendário que congrega tempo vivido e tempo cosmológico. Em Tempo e Narrativa (1983), Ricoeur faz uma leitura do tempo fenomenológico agostiniano, e da Poética aristotélica, convergindo em uma das suas principais teses: a narrativa dá sentido ao tempo, e o tempo é entendido quando é narrado. Ainda no âmbito da fenomenologia do tempo histórico, François Hartog chamou de historicidade o desenvolvimento da experiência temporal do homem no tempo em um sentido individual ou coletivo. Assim, Hartog propõe a ideia de regimes de historicidade para compreender como, em diferentes momentos históricos, a historicidade do próprio homem se deu. Hartog, se utilizando do conceito de tempo histórico de Koselleck, que é a tensão entre o espaço de experiência e o horizonte de expectativa, entende a historicidade através da tensão entre essas dimensões do passado, e que a própria concepção dessas extensões são históricas. Por outro lado, os "regimes de tempo" de Otthein Rammstedt são pensados de forma diferente, pois tem como objeto as concepções de tempo de modo universalizante. De uma forma ou de outra, as maneiras de experiência e consciência do tempo podem ser delineadas como sendo de consciência temporal ocasional, de consciência temporal cíclica, de consciência temporal linear e teleológica, e de consciência temporal linear, com o futuro em aberto. Dentro desse mesmo conjunto de reflexões, pode-se ressaltar o trabalho de Hartmut Rosa, que concebe o tempo na perspectiva do indivíduo e demarca três referenciais que ele utiliza para refletir suas relações temporais: a estrutura temporal da vida cotidiana, a completude de suas experiências dispostas no tempo e o tempo relacionado com o seu contexto histórico. Essas três perspectivas de tempo se relacionam e estão em constante questionamento e reformulação dentro do ser, bem como também são parâmetros para o indivíduo pensar sua historicidade no mundo.

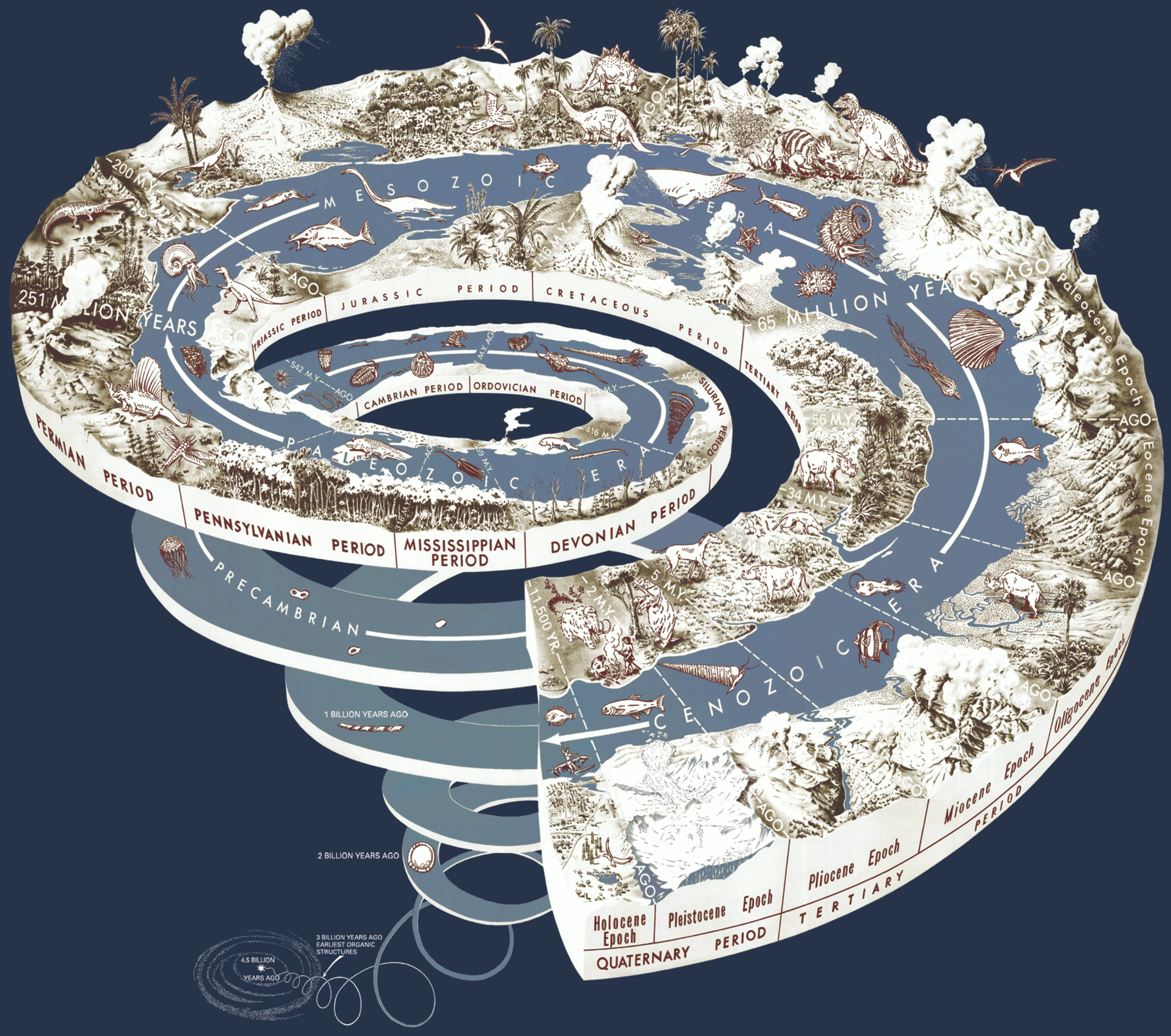
O tempo geológico espiral — Um caminho para o passado (2008) de Joseph Graham, William Newman e John Stacy, ilustrando como se daria o tempo espiralar ou a recorrência histórica

Outra contribuição na fenomenologia do tempo histórico está na concepção de tempo na filosofia chinesa da história, que apesar de não necessariamente se encaixar no conceito ocidental de "fenomenologia", possui traços semelhantes. A ideia comum de tempo, na China, não é o tempo cosmológico ou medido no relógio, e sim o tempo vivido pelas pessoas. Assim, o tempo é a experiência do momento, que por sua vez se da no 勢 (shi), que é o mundo historicamente moldado pelos homens. Nesse sentido, o tempo vivido e moldado pela ação humana é a própria história. Chun-chieh Huang assinala que para os chineses a noção de ser humano comporta a sua relação e harmonia com a natureza. Assim, quando se fala de um tempo humano para os chineses, isso não necessariamente contrasta com o tempo da natureza.
Por fim, o estudo da recorrência histórica visa explicar, dentro de alguma lógica e ontologia temporais pré-definidas, os fenômenos recorrentes ao longo da história e suas consequências. Em algumas filosofias da história, o retorno pode aparecer não como o retorno do mesmo - em lógica circular do tempo -, mas como o retorno do semelhante, dando lugar à imagem não-literal de tempo espiralar ou simplesmente recorrência histórica. Frequentemente o historiador helenístico Políbio é considerado o precursor das teorias acerca do fenômeno da recorrência histórica. A teoria de Políbio pressupunha uma função prática para a descoberta dos mecanismos causais por trás das recorrências históricas, resultando na famosa concepção de utilidade da história enquanto "história mestra da vida" ('historia magistra uitae'), na formulação de Cícero. No início do período moderno, o tempo na filosofia da história de Vico também costuma ser entendido como um tempo espiralar. Para o filósofo, a história das nações segue, de modo geral, o curso formado sucessivamente pela idade dos deuses, idade dos heróis e a idade dos homens. Entretanto, a necessidade dessa sequência não é garantida. Do mesmo modo, quando Vico fala do ricorsi (retorno) ele não fala do retorno inevitável e do mesmo, e sim o retorno do semelhante que varia de acordo com a nação. Contemporaneamente, alguns dos autores mais influentes que se ocuparam da questão da recorrência histórica foi Arnold Toynbee que, nos doze volumes de A Study of History e em Does History Repeat Itself?, ao analisar extensamente vinte e uma civilizações, notou importantes paralelos entre elas com os quais procurou compreender o porquê de certos eventos serem recorrentes ao longo da história. Contudo, há uma recepção divisiva acerca de seus métodos e sobretudo acerca de como define "civilização" como unidade básica para seu paralelismo. As múltiplas descobertas nas ciências ocuparam e ainda ocupam muitos filósofos, sociólogos e historiadores da ciência como Robert K. Merton e Harriet Zuckerman. Por outro lado, a própria ideia de recorrência histórica tem sido historicizada e estudada por historiadores como Garry W. Trompf, em The Idea of Historical Recurrence in Western Thought.

## Polêmicas

### Século XIX
Algumas filosofias da história foram desenvolvidas em contrapartida ao idealismo hegeliano mas sem necessariamente concordar com as orientações científicas da história. Arthur Schopenhauer teceu críticas significativas às filosofias da história que estavam sendo construídas até então, tanto em oposição à Friedrich Hegel, quanto em oposição ao projeto da história ciência. Enquanto os idealistas alemães associavam a história com o desenvolvimento da liberdade e da razão humana, Schopenhauer argumentava que a partir do curso histórico não se pode inferir nada a respeito da essência humana. Nesse sentido, a filosofia da história de Schopenhauer rejeita a teleologia, ou seja, a ideia de que há uma coerência interna e racional entre os eventos históricos com uma finalidade. Antes, a história é muito mais caracterizada pela ação humana guiada pela Vontade, que exprime a carência, o tédio, o sofrimento e os desejos da humanidade, sendo esse também o motor da história para o filósofo: uma realidade impulsionada por interesses materiais e prazeres do ego.
Também podemos ressaltar as críticas a Hegel e a uma determinada visão sobre o historicismo feita por Friedrich Nietzsche. No texto Desvantagens e utilidades da história para a vida (1874) o filósofo alega haver uma redução de tudo à contemplação da história, tornando-a desvantajosa para o cotidiano de sua época, que ficava inibido no presente diante das tradições do passado e às expectativas do futuro. Apesar disso, Nietzsche não nega o valor da história, conduzindo ao entendimento de que em alguns momentos a recordação histórica é imprescindível, mas em outros o homem precisa colocar-se "fora da história" para se compreender, viver e agir. Dessa forma, não é necessariamente uma negação da história enquanto ciência, mas de um domínio desse conhecimento frente à vida humana, comum entre a cultura de seus contemporâneos. Para Nietzsche, a história, assim como a filosofia, deveria servir à vida.

### Século XX

#### Teoria crítica
Walter Benjamin em Teses sobre a filosofia da história (1940) critica as filosofias da história da Modernidade em seu aspecto de recorrer às noções de progresso e de um tempo unilateral para definir o curso histórico, como era comum entre os iluministas franceses e Kant. Para Benjamin, a história não é orientada por uma razão governante e transcendental. Pelo contrário, vê-se na história um processo caótico e confuso, onde há o predomínio de uma visão da história dos "vencedores", que é violenta e opressora para com os demais. Herbert Marcuse em Eros e a civilização (1955) questiona a perspectiva da natureza humana e da história de Sigmund Freud na qual a natureza humana tem por princípio a busca do prazer, mas é reprimida socialmente pelo princípio da realidade. Assim, na perspectiva freudiana a história seria a contraposição entre a natureza desejosa e o corpo social que desvia os sentidos e, dessa forma, a repressão é encontrada em qualquer civilização ou cultura. Para Marcuse, isso não procede porque a atual composição da sociedade não é fruto de uma relação de oposição metafísica e necessária. Ela é uma construção histórico-social, na qual a formação da "civilização" implicou o ceifamento da liberdade humana.

Em A Dialética do Esclarecimento (1944), Theodor W. Adorno e Max Horkheimer fazem uma crítica à razão iluminista, sendo o iluminismo, para os autores, o movimento do século XVIII e o pensamento do contínuo progresso através da razão, que tem por objetivo centrar-se no homem. Essa razão, longe de ser objetiva, é puramente instrumental, ou seja, a preocupação reside no desenvolvimento da técnica, sob um duplo objetivo: dominar o outro e a natureza. A crítica dessa filosofia da história aponta diretamente para o caráter produtivo e tecnológico da sociedade contemporânea, que, se por um lado aumentou sua produtividade econômica, por outro usa esses mesmos aspectos como instrumento de dominação de um grupo social privilegiado.

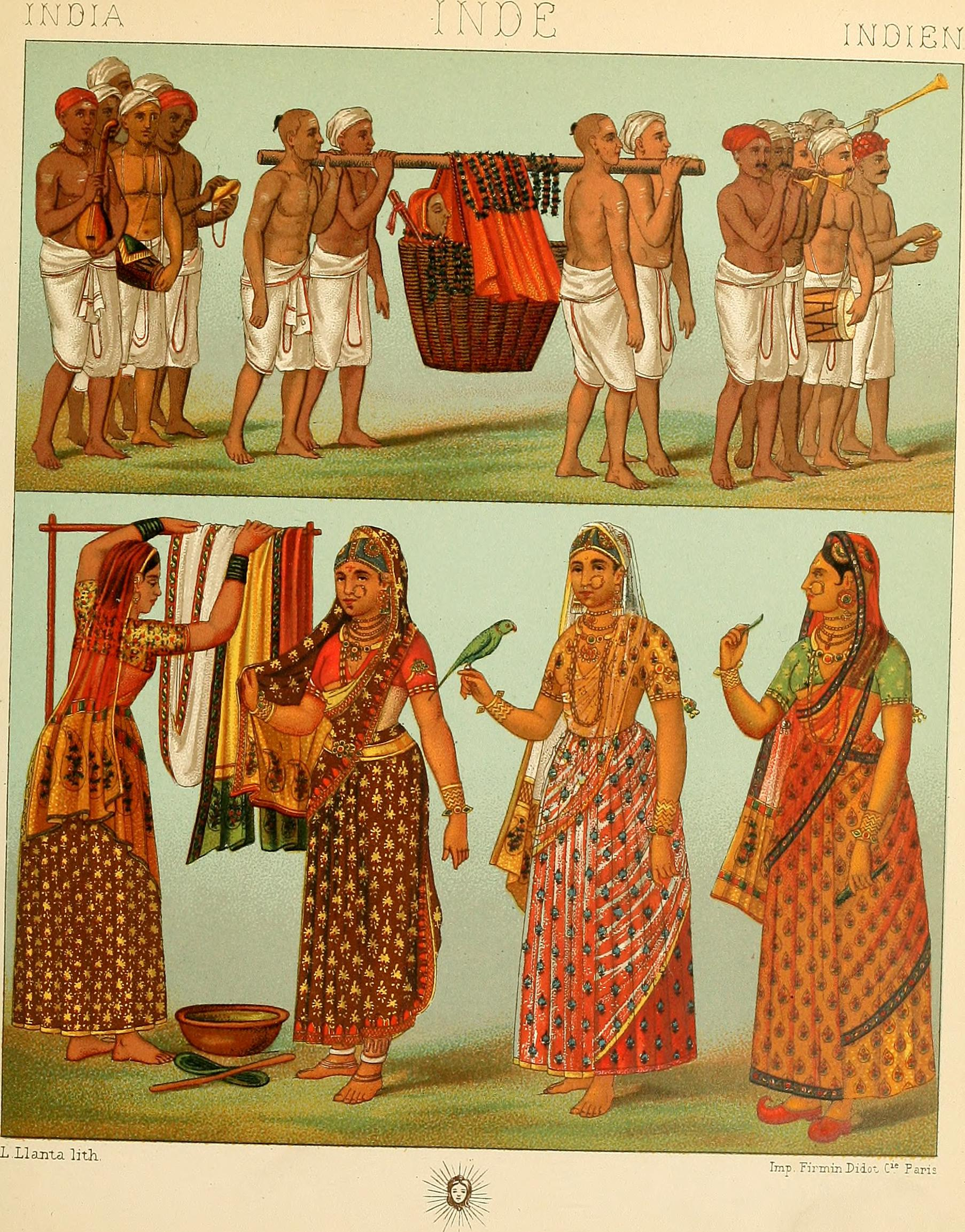
O traje histórico (1888) de Auguste Racinet. Smithsonian Libraries

#### Pós-colonialismo
Os estudos pós-coloniais podem ser entendidos como uma perspectiva que questiona a narrativa que a Europa ocidental construiu da história, principalmente em relação a uma imposição epistemológica e cultural, que segundo Edward Said foi um aparato teórico e subjetivo fundamental para legitimar a dominação europeia presente no Colonialismo e no Imperialismo. Além disso, a tradição ocidental também se utilizou de um discurso que constrói a história em uma única perspectiva, sem contar com as influências que os povos latino-americanos, indianos, africanos, etc., tiveram na formação da identidade europeia. Além de questionar esses pontos, o pós-colonialismo também se propõe a escrever narrativas que levem em conta as relações transversais entre os povos, que foram fundamentais para a construção da modernidade.
Tal perspectiva corrobora para uma crítica às filosofias da história ocidentais construídas até então, visto que muitos sujeitos e predicados foram construídos em cima de uma proposta universalista que tinha como referência apenas a Europa. Segundo Dipesh Chakrabarty, esses conceitos presentes nas filosofias europeias foram feitos sob a ignorância de culturas não-ocidentais. Charkrabarty dá o exemplo de uma fala de Edmund Husserl em 1935, que alegava ter a Europa produzido um conhecimento teórico absoluto, enquanto a China e a Índia, por exemplo, ficaram apenas na formação de um conhecimento mítico-religioso. Nessa visão, os europeus seriam os únicos passíveis de fazer uma teorização do saber, o resto do mundo desdobrar-se-ia apenas como uma confirmação empírica do prognóstico europeu.

#### Pós-modernismo
Uma das características mais relevantes do pós-modernismo para a filosofia da história é a crítica à modernidade, ou seja, a superação dos ideais que vieram acompanhados da Revolução Industrial e do Iluminismo, tal como a razão universal. Jean-François Lyotard caracteriza o pós-modernismo como uma rejeição às filosofias da história de cunho progressista, que conferiam um sentido ascendente para a humanidade, seja em função de Deus, da razão ou dos avanços tecnológicos. Nesse sentido, a filosofia da história na perspectiva pós-moderna perde o seu valor universalizante, conferindo validade de forma igual a várias narrativas diferentes. Beverley Southgate associa outras perspectivas ao pós-modernismo, como o pós-colonialismo e o feminismo, por alegarem que a tradição histórica se fechou em um conceito de razão universal pautada unicamente no homem branco e europeu.
Uma característica definidora do pós-modernismo no que tange a filosofia da história é a rejeição à linguagem enquanto representação da realidade tal como ela é, pois entende a própria realidade como uma construção que varia entre os sujeitos que a concebe, levando em conta também seu contexto, tal como a classe, o gênero, a cultura e a história, ou seja, trazendo uma perspectiva oposta a uma visão dada e objetiva. Sendo assim, não haveria uma verdade universal ou transcendental, tal como não haveria uma história objetiva da qual podemos escrever sobre. Entre os autores pós-modernos que discorreram sobre esse tema e influenciaram na filosofia da história estão Jacques Derrida, Jean-François Lyotard e Jean Baudrillard.

### Livros
- Ahmad, Zaid (2006). «Muslim Philosophy of History». In:  Tucker, Aviezer. A Companion to the Philosophy of History and Historiography (em inglês). EUA: Blackwell Publishing. ISBN 978-1-4051-4908-2
- Ankersmit, F. R. (1994). History and Tropology: The Rise and Fall of Metaphor (em inglês). London: University of California Press. ISBN 0-520-08045-9
- Atkinson, R. F. (1978). Knowledge and Explanation in History: An Introduction to the Philosophy of History (em inglês). London: Macmillian. ISBN 978-0-333-11215-1
- Barros, José D'Assunção (2014). História Comparada. Petrópolis: Editora Vozes. ISBN 978-85-326-4727-6
- Benthem, Johan van (2010). Modal Logic for Open Minds (em inglês). Stanford: CSLI Publications. ISBN 978-1-57586-599-7
- Berlin, Isaiah (1982). Vico e Herder. Brasília: Editora Universidade de Brasília. ISBN 9781591023760
- Berry, Christopher J. (2013). The Idea Of Commercial Society In The Scottish Enlighment (em inglês). Edinburgh: Edinburgh University Press. ISBN 9780748645336
- Bloch, Marc (2001). Apologia da História ou O Ofício de Historiador. Rio de Janeiro: Zahar. ISBN 9788571106093
- Burke, Peter (1997). Vico. São Paulo: Editora da UNESP. ISBN 978-8571391499
- Cardoso Jr, Helio Rebello (2016). «Ricoeur: de uma hermenêutica histórica a uma hermenêutica da narrativa histórica». In:  Malerba, Jurandir. História & Narrativa: a ciência e a arte da escrita histórica. Petrópolis: Vozes. ISBN 9788532652317
- Carr, David (2016). «A narrativa e o mundo real: um argumento a favor da continuidade». In:  Malerba, Jurandir. História & Narrativa: a ciência e a arte da escrita histórica. Petrópolis: Vozes. ISBN 9788532652317
- Rusen, Jorn (2016). «Narração histórica: fundações, tipos, razão». In:  Malerba, Jurandir. História & Narrativa: a ciência e a arte da escrita histórica. Petrópolis: Vozes. ISBN 9788532652317
- Marwick, Arthur (1989). The Nature of History (em inglês). London: Editora Macmillan. ISBN 0-333-43235-5
- Collingwood, R. G. (1978). A ideia de História. Lisboa: Presença. ISBN 9789681601966
- Cupani, Alberto (2010). Filosofia da Ciência II. Florianópolis: Editora UFSC
- Cupani, Alberto (2018). Sobre a ciência: estudos de filosofia da  ciência. Florianópolis: Editora da UFSC. ISBN 9788532808226
- Damiani, Alberto Mario (2018). «A noção de sociabilidade natural em Vico». In:  Guido, Humberto; Lomonaco, Fabrizio; Silva Neto, Sertório de Amorim e. Metafísica do gênero humano: natureza e história na obra de Giambattista Vico. Uberlândia: EDUFU. 307 páginas. ISBN 9788570784698
- Daston, Lorraine; Galison, Peter (2010). Objectivity (em inglês). Massachusetts: The MIT Press. ISBN 9781890951795
- Daston, Lorraine (2017). Historicidade e Objetividade. São Paulo: LiberArs. ISBN 978-85-9459-060-2
- Certeau, Michel de (2011). A Escrita da História. Rio de Janeiro: Editora Forense Universitária. ISBN 978-85-309-3573-3
- Dutra, Luiz Henrique (2001). Verdade e Investigação: o problema da verdade na teoria do conhecimento. São Paulo: EPU. ISBN 85-12-79090-3
- Dray, William (1977). Filosofia da História. Rio de Janeiro: Zahar
- Dutra, Luiz Henrique (2009). Introdução à Teoria da Ciência. Florianópolis: Editora da UFSC. ISBN 9788532804600
- Eyler, Flávia Maria Schelee (2012). «Heródoto de Halicarnasso (484 a.C.-430/420 a.C.)». In:  Parada, Maurício. Os historiadores: clássicos da história, vol. 1: de Heródoto a Humboldt. Petrópolis: Vozes. ISBN 978-85-326-4441-1
- Gardiner, Patrick (1984). Teorias da História. Lisboa: Fundação Caloust Gulbenkian. ISBN 9723103788
- Glock, Hans-Johann (2008). What Is Analytic Philosophy (em inglês). Cambridge: Cambridge University Press. ISBN 9780511389610
- Hartmann, Nicolai (1983). A filosofia do idealismo alemão. Lisboa: Calouste Gulbenkian
- Hartog, François (2011). Evidência da História: o que os historiadores veem. Belo Horizonte: Autêntica. ISBN 978-85-7526-584-0
- Hartog, François (2013). Regimes de historicidade: presentismo e experiências do tempo. Belo Horizonte: Autêntica. ISBN 978-85-65381-46-8
- Hawthorn, Geoffrey (1991). Plausible Worlds: possibility and understanding in history and the social sciences (em inglês). Cambridge: Cambridge University Press. ISBN 0521403596
- Kolakowski, Leszek (1988). La Filosofía positivista: Ciencia y filosofía (em espanhol). Madrid: Cátedra
- Koselleck, Reinhart (2014). Estratos do tempo: estudos sobre história. Rio de Janeiro: Contraponto. 351 páginas. ISBN 9788578660994
- Lemon, Michael C. (2003). Philosophy of History: a guide for students (em inglês). New York: Taylor & Francis e-Library. ISBN 0203380231
- Lewis, David (1986). Philosophical Papers (em inglês). Oxford: Oxford University Press. ISBN 0195032047
- Little, Daniel (2010). New Contributions to the Philosophy of History (em inglês). New York: Springer. ISBN 978-90-481-9409-4
- Lopes, José Leite (1992). «Tempo = Espaço = Matéria». In:  Novaes, Adauto. Tempo e História. São Paulo: Companhia das Letras. 477 páginas. ISBN 85-7164-288-5
- Lowith, Karl (1991). O Sentido da História. Coimbra: Almedina. ISBN 9724407829
- Magalhães, Luiz Otávio de (2012). «Tucídides (460 a.C.-404 a.C.)». In:  Parada, Maurício. Os historiadores: clássicos da história, vol. 1: de Heródoto a Humboldt. Petrópolis: Vozes. ISBN 978-85-326-4441-1
- Makkreel, Rudolf A. (2006). «Hermeneutics». In:  Tucker, Aviezer. A Companion to the Philosophy of History and Historiography (em inglês). EUA: Blackwell Publishing. ISBN 978-1-4051-4908-2
- Malerba, Jurandir (2016). «Ciência e arte na escritura histórica». In:  Malerba, Jurandir. História & Narrativa: a ciência e a arte da escrita histórica. Petrópolis: Vozes. ISBN 9788532652317
- Marrou, Henri-Irenée (1978). Sobre o Conhecimento Histórico. Rio de Janeiro: Zahar
- Martinich, A. P. (2001). «Introduction». In:  Martinich, A. P.; Sosa, David. A Companion to Analytic Philosophy (em inglês). Oxford: Blackwell Publishers Ltd. 497 páginas
- Araujo, Valdei (2010). «Henry Thomas Buckle». In:  Martins, Estevão de Rezende. A História Pensada: teoria e método na historiografia europeia do século XIX. São Paulo: Contexto
- McArthur, Robert (1976). Tense Logic (em inglês). Boston: D. Reidel Publishing Company. ISBN 90-277-0697-2
- Megill, Allan (2016). «Historiologia/filosofia da escrita histórica». In:  Malerba, Jurandir. História & Narrativa: a ciência e a arte da escrita histórica. Petrópolis: Vozes. ISBN 9788532652317
- Meier, Christian (2013). «Antiguidade». In:  Koselleck, Reinhart. O Conceito de História. Belo Horizonte: Autêntica. 21 páginas
- Mendes, Breno (2019). A Representação do passado histórico em Paul Ricoeur (PDF). Porto Alegre: Editora Fi. ISBN 978-85-5696-653-7
- Menezes, Edmilson (2006). «História Universal e Providência em Bossuet». In:  Menezes, Edmilson. História e providência: Bossuet, Vico e Rousseau. Ilhéus: Editus. ISBN 85-7455-100-7
- Menezes, Edmilson (2003). «Prismas da filosofia da história kantiana: civilização e finalidade moral». In:  Menezes, Edmilson; Donatelli, Marisa. Modernidade e a Idéia de História. Ilhéus: Editus. ISBN 8574550566
- Merton, Robert (1964). Teoría y Estructura Sociales (em espanhol). Buenos Aires: Fondo de Cultura Económica
- Momigliano, Arnaldo (1983). Problèmes d'Historiographie: Ancienne et Moderne (em francês). Paris: Gallimard
- Moser, Paul (2012). «Realismo, objetividade e ceticismo». In:  Greco, John; Sosa, Ernest. Compêndio de Epistemologia. São Paulo: Loyola. 733 páginas. ISBN 9788515034710
- Moyn, Samuel (2006). «Jewish and Christian Philosophy of History». In:  Tucker, Aviezer. A Companion to the Philosophy of History and Historiography (em inglês). EUA: Blackwell Publishing. ISBN 978-1-4051-4908-2
- Novaes, Adauto (1992). «Sobre tempo e história». In:  Novaes, Adauto. Tempo e História. São Paulo: Companhia das Letras. 477 páginas. ISBN 85-7164-288-5
- Pecoraro, Rossano (2009). Filosofia da História. Rio de Janeiro: Jorge Zahar. ISBN 9788537801574
- Oliveira, Franco de (2006). «lógica temporal». In:  Branquinho, João; Murcho, Desidério; Gomes, Nelson Gonçalves. Enciclopédia de Termos Lógico-Filosóficos. São Paulo: Martins Fontes. 803 páginas. ISBN 85-336-2325-9
- Priest, Graham (2017). Logic: a very short introduction (em inglês). Oxford: Ozford University Press. ISBN 978-0-19-881170-1
- Prior, Arthur (1967). Past, Present and Future (em inglês). Oxford: Oxford University Press. ISBN 0-19-824311-1
- Pompa, Leon (2002). «Filosofia da História». In:  Bunnin, N.; Tsui-James, E. P. Compêndio de Filosofia. São Paulo: Loyola
- Popper, Karl (1999). Conhecimento Objetivos. Belo Horizonte: Editora Itatiaia. ISBN 8531900867
- Reale, Giovanni; Antiseri, Dario (2005). História da Filosofia (vol. 5): do Romantismo ao Empiriocriticismo. São Paulo: Paulus. ISBN 85-349-2359-0
- Reale, Giovanni; Antiseri, Dario (2006). História da Filosofia (vol. 6): de Nietzsche à Escola de Frankfurt. São Paulo: Paulus. ISBN 85-349-2431-7
- Reale, Giovanni; Antiseri, Dario (2006). História da Filosofia (vol. 7): de Freud à atualidade. São Paulo: Paulus. ISBN 85-349-2498-8
- Reis, José Carlos (1996). História, entre a Filosofia e a Ciência. São Paulo: Editora Ática. ISBN 8508058675
- Reis, José Carlos (2012). Teoria & História. Rio de Janeiro: FGV
- Ricoeur, Paul (2010). Tempo e Narrativa: 1. A intriga e a narrativa histórica. São Paulo: Martins Fontes. ISBN 978-85-7827-053-7
- Ricoeur, Paul (2010). Tempo e Narrativa: 3. O tempo narrado. São Paulo: Martins Fontes. ISBN 978-85-7827-054-4
- Ricoeur, Paul (2007). A memória, a história, o esquecimento. São Paulo: Editora Unicamp. ISBN 978-85-268-0777-8
- Rosa, Hartmut (2019). Aceleração: A transformação das estruturas temporais na Modernidade. São Paulo: Unesp. ISBN 978-85-393-0781-4
- Rüsen, Jorn (2016). «Narração histórica: fundações, tipos, razão». In:  Malerba, Jurandir. História & Narrativa: a ciência e a arte da escrita histórica. Petrópolis: Vozes. ISBN 9788532652317
- Said, Edward (2011). Cultura e Imperialismo. São Paulo: Companhia das Letras. ISBN 978-85-359-1951-6
- Schnadelbach, Herbert (1991). Filosofía en Alemania(1831-1933) (em espanhol). Madrid: Cátedra. ISBN 84-376-1008-7
- Schmitt, Frederick (2012). «Epistemologia Social». In:  Greco, John; Sosa, Ernest. Compêndio de Epistemologia. São Paulo: Loyola. 44 páginas. ISBN 9788515034710
- Sebastiani, Breno Battistin (2016). Políbio: história pragmática, livros I a V. São Paulo: Fapesp. 482 páginas. ISBN 978-85-273-1071-0
- Serra, Alice M. (2003). «Sobre o fundamento na filosofia da história de Hegel: uma leitura do capítulo "Força e entendimento, fenômeno e mundo suprasensível"». In:  Menezes, Edmilson; Donatelli, Marisa. Modernidade e a Idéia de História. Ilhéus: Editus
- Sosa, Ernest (1999). Cambridge Dictionary of Philosophy (em inglês). Cambridge: Ed. Cambridge
- Southgate, Beverly (2006). «Postmosdernism». In:  Tucker, Aviezer. A Companion to the Philosophy of History and Historiography (em inglês). EUA: Blackwell Publishing. ISBN 978-1-4051-4908-2
- Stern, Alfred (1970). La filosofía de la historia y el problema de  los valores (em espanhol). Buenos Aires: Eudeba
- Trompf, Garry (1979). The Idea of Historical Recurrence in Western Thought, from Antiquity to the Reformation (em inglês). Berkeley: University of California Press
- Trüper, Henning; Chakrabarty, Dipesh; Subrahmanyam, Sanjay (2015). «Teleology and History:Nineteenth-century Fortunes of an Enlightenment Project». In:  Trüper, Henning; Chakrabarty, Dipesh; Subrahmanyam, Sanjay. Historical Teleologies in the Modern World (em inglês). [S.l.]: Bloomsbury Publishing. ISBN 978-1-4742-2109-2
- Tucker, Aviezer (2004). Our Knowledge of the Past: A Philosophy of Historiography (em inglês). Cambridge: Cambridge University Press. ISBN 978-0-521-83415-5
- Vico, Giambattista (2005). Ciência Nova. Coimbra: Fundação Calouste Gulbenkian. ISBN 9723111160
- Walsh, William (1960). Philosophy Of History An Introduction (em inglês). New York: Harper Torchbooks
- Walsh, William (1978). Introdução à filosofia da história. Rio de Janeiro: Zahar
- Weber, Max (1992). Essais sur la théorie de la science (em francês). Paris: Plon. ISBN 9782266048477
- White, Hayden (2008). Meta-História: A imaginação histórica do século XIX. São Paulo: EDUSP
- Whitrow, G. J. (1990). El tiempo en la HIstoria (em espanhol). Espanha: Critica
- Williamson, Timothy (2013). Modal Logic as Metaphysics (em inglês). Oxford: Oxford University Press. ISBN 978-0-19-870943-5
- Zagzebski, Linda (2012). «O que é conhecimento?». In:  Greco, John; Sosa, Ernest. Compêndio de Epistemologia. São Paulo: Loyola. 733 páginas. ISBN 9788515034710
- Trabulsi, José Antonio (2007). «Gibbon». In:  Lopes, Marcos. Ideias de História. Londrina: EDUEL. 331 páginas. ISBN 978-85-7216-461-0
- Ziman, J. (1979). Conhecimento público. São Paulo: Edusp
- Zukerfield, Mariano (2017). Knowledge in the Age of Digital Capitalism: An Introduction to Cognitive Materialism (em inglês). London: University of Westminster Press

### Artigos científicos
- Alves, Frederick Gomes (2011). «Filosofia crítica e especulativa da história no pensamento do jovem Nietzsche: incursão teórica». Goiás. Revista de Teoria da História. 5 (1). 34 páginas
- Arrais, Cristiano Alencar (2010). «A filosofia da História de R. G. Collingwood: duas contribuições». Espírito Santo. Dimensões. 24 (24). 22 páginas
- Assis, Arthur Alfaix (2019). «Objectivity and the First Law of History Writing». journal of the philosophy of history. 13 (1). 20 páginas
- Barros, José D'Assunção (2012). «Tempo e Narrativa em Paul Ricoeur: considerações sobre o círculo hermenêutico» (PDF). Fênix: Revista de História e Estudos Culturais. 37. 27 páginas
- Barros, José D'Assunção (2010). «Os tempos da história: do tempo mítico às representações historiográficas do século XIX» (PDF). Revista Crítica Histórica (2). 29 páginas
- Batista, Victor P. Oliveira (2014). «A filosofia da história em Kant: a história universal como um propósito cosmopolita». Roraima. Examãpaku. 5 (2). 10 páginas
- Bolsanello, Maria Augusta (1996). «Darwinismo social, eugenia e racismo: sua repercussão na sociedade e na educação brasileiras» (PDF). Curitiba. Educar, Curitiba (12). 13 páginas
- Chakrabarty, Dipesh (2013). «O clima da história: quatro teses» (PDF). Sopro 91. 12 páginas
- Chakrabarty, Dipesh (1992). «Postcoloniality and the Artifice of History: Who Speaks for "Indian" Pasts?». California. Representations. 37. 26 páginas
- Chibeni, Silvio Seno (2001). «Russell e a Noção de Causa». Principia. 5 (1-2). 22 páginas
- Climo, T.A.; Howells, P.G.A. (1976). «Possible Worlds in Historical Explanation». History and Theory. 15 (1). 20 páginas
- Cupani, Alberto (1998). «A propósito do "ethos" da ciência». Porto Alegre. Episteme. 3 (6). 22 páginas
- Doležel, Lubomír (1998). «Possible Worlds of Fiction and History». New Literary History. 29 (4). 24 páginas
- Espina, Alvaro (2005). «El darwinismo social: de Spencer a Bagehot» (PDF). Espanha. Revista Española de Investigaciones Sociológicas (110). 14 páginas
- Fales, Walter (1951). «Historical Facts». The Journal of Philosophy. 48 (4). 9 páginas
- Fonseca, Ricardo Marcelo (2009). «O positivismo,"historiografia positivista" e história do direito». Jacarezinho. Argumenta Journal Law. 10 (10). 23 páginas
- Ghosh, Ranjan (2015). «Rabindranath ans Rabindranath Tagore: home, world, history». EUA. History and Theory. 54 (4). 24 páginas
- Gómez, Bárbara N. (2011). «Conceitos fundamentais para compreender a filosofia da história de Johann Herder» (PDF). São Paulo. Anais do XXVI Simpósio Nacional de História-ANPUH. 12 páginas
- Hartog, François (2013). «Experiências do Tempo: da História Universal à História Global?». Brasília. história, histórias. 1 (1). 16 páginas
- Hempel, Carl (1942). «The function of general laws in history». New York. The Journal of Philosophy. 39 (2). 13 páginas
- Huang, Chun-chieh (2006). «'Time' and 'Supertime' in Chinese Historical Thinking» (PDF). 24 páginas
- Jensen, Anthony K. (2018). «Schopenhauer's Philosophy of History». History and Theory. 57 (3). 22 páginas
- Julião, José Nicolao (2018). «Tempo e História em Santo Agostinho». Porto Alegre. Veritas. 63 (2). 28 páginas
- Leal, Ivanhoé Albuquerque (2015). «Saber histórico e mimese em Paul Ricoeur». Revista Expedições: Teoria & Historiografia. 6 (2). 19 páginas
- Maar, Alexandre (2014). «Possible Uses of Counterfactual Theory of Causation to the Philosophy of Historiography». Principia. 18 (1). 23 páginas
- Maar, Alexandre (2016). «Applying D.K.Lewis's Counterfactual Theory of Causation to the Philosophy of Historiography». Journal of the Philosophy of History. 10. 20 páginas
- Masaro, Leonardo (2018). «Reconciliação com a História: Foucault do Estruturalismo ao Pós-Estruturalismo». Brasília. Revista de Filosofia Moderna e Contemporânea. 6 (1). 22 páginas
- Menezes, Edmilson (2012). «História sem Redenção: a oposição a Bossuet e a gênese da filosofia da história voltairiana». DoisPontos. 9 (3). 24 páginas
- Pimenta, Pedro Paulo (2014). «Nota sobre as origens da filosofia da história». Cadernos De Filosofia Alemã: Crítica E Modernidade. 2 (19): 13-25
- Roth, Paul A. (2012). «The Pasts». History and Theory. 51 (3). 26 páginas
- Roth, Paul A. (2018). «Undisciplined and punished: Philosophy of History after Hayden White». History and Theory. 57 (1). 15 páginas
- Santos, Vladimir Chaves dos (2010). «A Atlântida e os ciclos em Vico». Uberlândia. Revista Educação e Filosofia. 24 (47). 24 páginas
- Schmieder, Falko (2017). «Gleichzeitigkeit des Ungleichzeitigen». Zeitschrift für kritische Sozialtheorie und Philosophie. 4 (1-2): 263-325. doi:10.1515/zksp-2017-0017
- Schwarcz, Lilia K. Moritz (1999). «História e Etnologia. Lévi-Strauss e os embates em região de fronteira.». 42 (1 e 2): 199-222. ISSN 1678-9857
- Scocuglia, Jovanka Baracuhey Cavalcanti (2002). «A hermenêutica de Wilheim Dilthey e a reflexão epistemológica nas ciências humanas contemporâneas». Brasília. Sociedade e Estado. 17 (2). 34 páginas
- Shermer, Michael (1995). «Exorcising Laplace's Demon: Chaos and Antichaos, History and Metahistory». History and Theory. 34 (1). 24 páginas
- Zanardo, A.; Ciuni, Roberto (2010). «Completeness of a Branching-Time Logic with Possicle Choices». Studia Logica: An International Journal for Symbolic Logic. 96 (3). 27 páginas